# Un roi sans divertissement
 (juillet 2020).
Si vous disposez d'ouvrages ou d'articles de référence ou si vous connaissez des sites web de qualité traitant du thème abordé ici, merci de compléter l'article en donnant les références utiles à sa vérifiabilité et en les liant à la section « Notes et références ».
 (juillet 2020).
- Si vous ne connaissez pas le sujet, laissez ce bandeau (vous pouvez alors contacter les auteurs).
- Si vous supprimez le contenu mis en cause (vous pouvez préalablement contacter les auteurs),

argumentez précisément cette suppression dans la page de discussion
(un manque de référence n'est pas un argument ; une recherche réelle de référence doit avoir été effectuée, être formellement documentée).
Un roi sans divertissement est un roman de 1947 de Jean Giono.
Le titre Un roi sans divertissement renvoie à la phrase qui clôt le roman et que Giono emprunte aux Pensées de Pascal : un roi sans divertissement est un homme plein de misères (fragment 142 de l'édition Brunschvicg), indiquant ainsi l'interrogation moraliste de l'auteur qui veut montrer que l'homme pour sortir de son ennui existentiel par le divertissement peut aller jusqu'à la fascination du Mal. C'est dans le monde figé du grand silence blanc de l'hiver montagnard que cet ennui atteint son paroxysme qui peut conduire au meurtre ou au suicide.
L'action du roman se déroule dans une région que Giono connaît bien, le Trièves, entre les massifs alpins du  Vercors et du Dévoluy, et qui lui a déjà fourni le cadre de Batailles dans la montagne et d'une partie des Vraies richesses. Cette action s'inscrit dans une période d'un peu moins de cinq années, rythmées par six hivers successifs, de 1843 à 1848 et a pour axe le capitaine de gendarmerie Langlois qui s'installe dans l'auberge d'un village isolé par la neige pour rechercher un tueur mystérieux qu'il finit par abattre. Ayant démissionné de la gendarmerie, il revient ensuite au village comme commandant de louveterie et organise une chasse au loup qui rappelle la poursuite précédente. Il veut s'installer et se marier et participe aux fêtes locales, mais effrayé de sa fascination pour la beauté du sang d'une oie sur la neige, il se suicide en fumant un bâton de dynamite.
Le roman est remarquable aussi par sa complexité narrative caractérisée par la multiplicité des narrateurs qui vise à restituer la tradition orale d'événements vieux d'un siècle. Ce choix narratif permet également de diversifier les tons et les points de vue sur le personnage principal, le mystérieux et troublant Langlois, et enrichit le roman en lui conférant une saveur et une originalité singulières.
L'ouvrage, écrit à l'automne 1946 n'a été publié qu'en 1947, le Comité national des écrivains ― issu de la Résistance ― ayant mis à l'index Jean Giono, ce qui lui interdisait ainsi toute publication préalable de l'ouvrage[réf. nécessaire].

## Résumé
Vers 1843, dans un village isolé du Trièves (Isère), non loin du col de la Croix-Haute, des habitants disparaissent sans laisser de traces, l'hiver, par temps de neige. Le capitaine de gendarmerie Langlois arrive au village pour tenter d'élucider le mystère de ces disparitions.
Un jour brumeux d'hiver, Frédéric, propriétaire d'une scierie, observe un curieux manège : de la fourche d'un hêtre planté en face de la porte de la scierie, il voit descendre un inconnu, qui s'éloigne dans la neige en direction de la montagne. Monté à son tour dans l'arbre, Frédéric découvre, au creux d'une maîtresse branche, le cadavre de Dorothée, une jeune fille qu'il avait aperçue bien vivante vingt minutes avant. Frédéric suit à la trace l'inconnu qui, s'éloignant tranquillement dans la neige sans se retourner, le conduit jusqu'à un autre village, Chichilianne, et jusqu'à sa maison. D'un passant, Frédéric apprend le nom de l'inconnu, « M. V. ».

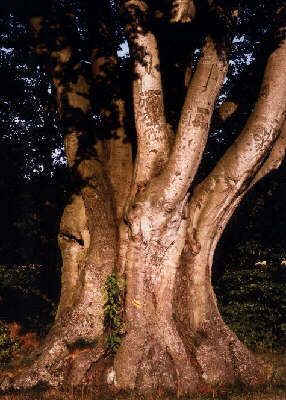
Le hêtre, un « personnage » central du roman de Giono.

Informé par Frédéric, Langlois décide de se rendre à Chichilianne, accompagné de quelques hommes. Entré dans la maison de M. V., il ne tarde pas à en ressortir, accompagné de celui-ci. Suivi de Langlois, M. V. s'éloigne du village, rejoint un bois, s'adosse au tronc d'un arbre. Langlois l'abat de deux coups de pistolet. Dans le rapport qu'il rédige à l'intention de ses supérieurs, Langlois décrit cette mise à mort comme un accident et donne sa démission de la gendarmerie.
Rendu à la vie civile, Langlois ne tarde pas à reparaître au village, où il a été nommé commandant de louveterie. Installé chez Saucisse, la propriétaire du Café de la Route, une ancienne « lorette » de Grenoble, ainsi surnommée en raison de son embonpoint, il intrigue les villageois par son élégance, la beauté de son cheval, sa façon de tenir les gens à distance sans pour autant les blesser, les visites qu'il reçoit (le procureur du roi se déplace pour le voir et le traite en ami), sa conduite parfois énigmatique : par exemple, il demande à voir, sans qu'on sache pourquoi, les ornements sacerdotaux conservés dans l'église.
Avec la venue de l'hiver, l'occasion d'exercer ses nouvelles fonctions ne tarde pas à se présenter : un loup, d'une force et d'une audace exceptionnelles, égorge moutons, chevaux et vaches. Une battue est décidée. Langlois l'organise minutieusement comme une cérémonie, une fête. Les villageois, venus en nombre, sont les rabatteurs. Le procureur royal, Saucisse et Madame Tim, la châtelaine de Saint-Baudille, une nouvelle amie de Langlois, sont de la partie. Les femmes sont dans leurs plus beaux atours, installées sur des traîneaux. La trace du loup conduit tout ce monde au pied d'une haute falaise. Le loup les y attend, au centre d'un espace couvert de neige, un chien égorgé à ses pieds. Et là, dans ce décor semblable à une scène de théâtre, devant le public constitué par les chasseurs et les invités, Langlois s'avance seul pour affronter le loup, et il l'abat, comme il avait fait pour M. V., de deux coups de pistolet dans le ventre.
Cinq mois plus tard, Langlois demande à Saucisse et à Madame Tim de l'accompagner jusqu'à un village assez éloigné où il veut rendre visite à une femme qui y vit seule avec son petit garçon dans une maison isolée où elle s'est installée après avoir quitté son pays d'origine. Elle gagne sa vie comme brodeuse. Arrivés chez cette femme, pendant que Madame Tim marchande des articles de toilette, Langlois, qui s'est fait oublier dans un fauteuil, contemple l'intérieur de l'appartement, meublé avec un luxe inattendu chez une simple ouvrière, et ses regards s'attachent sur un portrait d'homme, dont on devine simplement la silhouette dans l'ombre de la pièce. Sans que cela soit dit, on devine que cette femme est la veuve de M. V. et que le portrait est le sien.
Vers la fin de l'été, Madame Tim invite Langlois à une fête dans son château de Saint-Baudille. Langlois semble apprécier le confort et le luxe des lieux, et il se conduit avec l'aisance qui lui est habituelle. Pourtant, il apparaît à Saucisse, qui narre l'épisode, secrètement détaché et lointain : tel un loup, égaré dans le monde des hommes, qui prend soin de ne rien oublier de tout ce qu'il faut faire « pour arriver à survivre dans les étendues désertes et glacées ».
Rentré au village, Langlois décide de faire construire un « bongalove » et il annonce à Saucisse son intention de se marier. Il la charge de lui trouver quelqu'un. Ce sera Delphine, « des cheveux noirs et de la peau bien tendue sur une armature », que Saucisse déniche pour lui à Grenoble, où ils sont descendus tous les deux pour régler l'affaire. Langlois s'installe au bongalove avec celle que les villageois appellent tout de suite « Madame la Commandante ». Ils y mènent une existence apparemment paisible. Chaque soir, Langlois va au jardin fumer un cigare en contemplant le paysage.
L'hiver est revenu. La première neige est tombée. Langlois descend au village, va frapper à la porte d'Anselmie, et lui demande de tuer une de ses oies en lui coupant la tête. Puis tenant l'oie par les pattes, il regarde son sang couler sur la neige. Il s'absorbe longtemps dans cette contemplation. Puis, sans mot dire, il rentre chez lui.
Le soir même, Langlois va fumer son cigare au jardin. Mais à la place d'un  cigare, c'est un bâton de dynamite qu'il fume : « C'est la tête de Langlois qui atteint, enfin, les dimensions de l'univers » (il s'agit là d'un anachronisme, la dynamite n'ayant été inventée par Nobel qu'en 1865).
C'est Pascal que, pour éclairer l'énigme tragique de l'histoire de Langlois comme pour amener son lecteur à une dernière réflexion, Giono convoque à la fin du roman : « Qui a dit : « Un roi sans divertissement est un homme plein de misères » ? »

## Commentaires

### Place du roman dans l'œuvre de Giono
En 1939, à la veille de la déclaration de guerre, Jean Giono est pour le grand public l'auteur de romans et d'essais écrits dans une langue intensément poétique, célébrant avec lyrisme les noces de l'homme et du monde naturel, prônant le retour aux « vraies richesses », celles que possèdent encore, loin des grandes villes, les paysans et les bergers dont il fait les héros de ses récits ; un militant pacifiste qui multiplie prises de position et manifestes alors que la guerre à nouveau menace.
C'est cet engagement pacifiste qui lui vaut, en septembre 1939, d'être incarcéré pour deux mois au fort Saint-Nicolas à Marseille. Bénéficiant d'un non-lieu, il en sort libéré de toute obligation militaire.
De 1940 à 1944, on ne trouve aucun texte, aucune déclaration de Giono laissant paraître une quelconque sympathie pour le régime de Vichy et pour la politique de collaboration avec l'Allemagne nazie. Au contraire, Giono n'hésite pas, à plusieurs reprises, à héberger et à aider des personnes menacées par la Gestapo et des maquisards.
Cependant l'idéal de vie célébré par Giono dès ses premiers romans, et qui inspire encore l'essai Triomphe de la vie (publié en 1941) paraît à l'époque en phase avec le mot d'ordre du « retour à la terre » — un des axes de la politique de Vichy qui les valorise. De plus, Giono fait publier de 1941 à 1943, dans la revue collaboratrice La Gerbe, que dirige Alphonse de Chateaubriant, son dernier roman, Deux cavaliers de l'orage. Il participe à Radio Paris. En outre, en 1943, le magazine Signal, édition française de la Berliner Illustrierte Zeitung, publie sur Giono, sans protestation de sa part, un reportage photographique. Même si ces erreurs de jugement ne constituent pas des actes de collaboration, ils rendent Giono pour le moins suspect, à la Libération, dans le contexte de l'épuration. Fin août 1944, il est arrêté à la demande de Raymond Aubrac, commissaire de la République dans le Sud-Est. Il est interné à Saint-Vincent-les-Forts, en Ubaye. Ce nouveau séjour en prison, qui dure cinq mois, le protège d'éventuelles représailles. Pendant son internement, le Comité National des Écrivains, organisme né de la Résistance, l'inscrit sur sa liste noire, ce qui lui interdit en principe d'être publié en France. Cet ostracisme littéraire dure jusqu'en 1947, année où Jean Paulhan publie dans les Cahiers de la Pléiade la première partie de Un roi sans divertissement.
Cette période difficile pour l'homme correspond dans l'œuvre de Giono à un net changement d'orientation et de ton — évolution cependant déjà amorcée dans un roman tel que Deux cavaliers de l'orage. Le lyrisme des premiers romans s'estompe au profit de l'ironie et de l'humour. L'écriture tend vers une concision et une rapidité « stendhaliennes », au service de l'observation lucide et sans illusions de la nature humaine. C'est aussi l'époque où, avec la fin de l'expérience communautaire et fraternelle que les Rencontres du Contadour avaient permise jusqu'en 1939, la veine « écologiste » et pacifiste qui inspirait essais et manifestes d'avant-guerre se fait beaucoup plus discrète.
Cette attitude nouvelle s'affirme avec la rédaction de Un roi sans divertissement. À l'époque où il en entreprend la rédaction, Giono — apparemment converti à la littérature alimentaire — projette d'écrire, au rythme de un par mois, une série de courts récits qu'il envisage de faire paraître aux États-Unis, et qu'il voudrait regrouper dans un ensemble intitulé  « Chroniques. » Un roi sans divertissement est dans son esprit la première de ces « chroniques. »
De fait, le roman est écrit rapidement, en un peu plus d'un mois, en septembre-octobre 1946. Il inaugure donc ce genre nouveau de la « chronique », où s'inscriront ultérieurement des œuvres comme Les Âmes fortes (1950) et Le Moulin de Pologne (1951).

### Espace

#### Cadre géographique
L'action se déroule dans une région que Giono connaît bien, pour y avoir passé souvent ses vacances, le Trièves, région qui lui a déjà fourni le cadre de Batailles dans la montagne et d'une partie des Vraies richesses. Pour l'essentiel,  Un roi sans divertissement a pour cadre les environs de Lalley, au pied du col de la Croix-Haute, localité où Giono séjourna plusieurs fois. Sont évoquées dans le roman plusieurs localités de cette région, comme Avers, Saint-Baudille (où se trouve le château de Madame Tim), Clelles, Mens, Chichilianne (où réside M. V.). Sont cités et décrits plus ou moins longuement divers sites des montagnes environnantes, comme le Jocond (le Jocou des cartes) à l'ouest du col de la Croix-Haute, le col de Menée (entre Trièves et Diois), le col de la Croix et les sommets du massif du Dévoluy qui dominent le Trièves à l'est : le Grand Ferrand et l'Obiou. Sont évoquées aussi des montagnes plus lointaines, le Vercors (Grand Veymont, forêt de Lente…), le Taillefer, les montagnes du Diois. Même s'ils sont plus brièvement évoqués, ces lointains ont une importance particulière pour la signification du roman.
Deux épisodes importants sont situés hors du Trièves : la visite chez la "brodeuse", dans un village non nommé des montagnes du Diois, à l'ouest du col de Menée, et l'expédition à Grenoble, pour y trouver une femme.
Bien entendu, la narration fait un sort particulier à certains lieux plus précis, liés à des épisodes importants : notamment quelques maisons du village pendant les périodes d'hiver où se produisent les disparitions, l'itinéraire de forêts et d'alpages que suit M. V. pour rejoindre "Chichiliane" (sic), le "fond de Chalamont" où se déploie la chasse au loup, la salle où la "brodeuse" reçoit ses trois visiteurs, quelques pièces du château de Madame Tim…
En dépit d'un ancrage régional explicite, il serait vain de tenter de reconstituer dans le roman une topographie strictement fidèle à la topographie réelle. Dans ce roman comme dans tous les autres, Giono plie les données du réel géographique ou historique aux nécessités de la fiction. Le travail éventuel de documentation, les souvenirs et l'imagination concourent à parts égales à la création, comme ce sera le cas plus tard quand Giono écrira le Hussard sur le toit.
C'est sans doute une des raisons pour lesquelles le village où se déroule l'essentiel de l'action n'est pas nommé. Même si la situation géographique de Lalley fait de cette localité une candidate sérieuse au titre de modèle principal, le village du roman est sans aucun doute le produit d'une synthèse de souvenirs liés à plusieurs villages, souvenirs retravaillés par l'imagination, comme c'est aussi le cas du village non nommé où réside la "brodeuse". Certains sites où se déroulent des épisodes cruciaux, comme "le fond de Chalamont" paraissent n'avoir aucun référent géographique réel. Les noms identifiables sont également modifiés (par exemple le col de Menée devient "Menet", "Chichiliane" perd un de ses "n").
Dans Noé (1947), Giono a raconté comment étaient nés pour lui les personnages et les décors 
d'Un roi sans divertissement : la vision qu'il en a interfère avec le décor réel de son cabinet de travail à Manosque, en un va-et-vient fascinant entre réel et imaginaire.

#### Espaces clos, espaces ouverts
Les espaces clos apparaissent en général comme des lieux de refuge et de protection : intérieur des maisons du village, où l'on se protège, en se serrant, du froid et de la peur; écuries voûtées évoquant « l'englobement des voûtes des cavernes », où, dans la chaleur et l'odeur des bêtes, on se sent à l'abri des « menaces éternelles » ; salle obscure aux fenêtres grillées, où la « brodeuse » vit, quasi recluse, dans une bâtisse isolée, reste d'un ancien couvent, où elle tente d'échapper à la méchanceté humaine; salle du Café de la Route, dans la chaleur de laquelle, par une nuit d'hiver, Langlois, Saucisse et Mme Tim délibèrent du projet de mariage.
Il arrive que la nature fonctionne, elle aussi, comme un espace clos, comme lorsque la brume et la neige rapetissent la quantité d'espace visible autour des habitations, semblant anéantir le monde autour d'elles, ou comme dans la scène de la chasse au loup, lorsque le fond de Chalamont se referme comme un piège sur le loup qui se retrouve acculé contre la muraille de la montagne — huis clos tragique où se révèle la vérité des âmes et de la vie.
Cependant la nature offre plutôt des espaces ouverts jusqu'à l'infini. C'est ainsi qu'au printemps, sur le village, s'ouvre « un beau ciel couleur de gentiane, de jour en jour plus propre, de jour en jour plus lisse, englobant de plus en plus des villages, des pentes de montagnes, des enchevêtrements de crêtes et de cimes ». Du sommet de l'Archat, M. V. contemple « ces étendues immenses qu'on domine, qui vont jusqu'au col du Négron, jusqu'au Rousset, jusqu'aux lointains inimaginables : le vaste monde ! ».
C'est pourquoi certains personnages du roman choisissent pour y habiter des lieux élevés, d'où l'on découvre de vastes perspectives : c'est le cas de la « brodeuse », dont la fenêtre s'ouvre sur un paysage dont les contours se diluent dans les lointains; de Mme Tim qui, des terrasses de Saint-Baudille, peut contempler « le déroulement de plus de cent lieues de montagnes de perles dressées sur d'immenses tapis de blés roses » ; et bien sûr de Langlois, qui a choisi, pour y construire son bongalove, une aire dégagée « qui domine de haut l'entrelacement des vallées basses ». Tout se passe comme si, pour certaines âmes du moins, les maisons des hommes ne sont habitables qu'en position dominante et que si leurs fenêtres ouvrent sur l'infini. Thème stendhalien, s'il en est, comme on le voit en lisant La Chartreuse de Parme, roman que Giono admirait tout particulièrement.

### Temps

#### Chronologie des événements
Au début du roman, le narrateur nous informe que les actes de M. V. ont eu lieu " en 1843-1844-1845 ".
- Hiver 1843-1844 — En fait, le récit des événements de ces années-là commence au début du mois de décembre 1843. C'est entre le 15 et le 17 décembre que Marie Chazottes disparaît. le récit se concentre sur la brève période de temps qui suit sa disparition.

Au printemps 1844, Frédéric II fume le pied du hêtre de la scierie avec la boue du canal qu'il a curé. Pendant l'été de la même année, lors d'un violent orage, il rencontre M. V. qui s'était "abrité" sous le hêtre.
- Hiver 1844-1845 — C'est l'hiver pendant lequel Bergues disparaît et qui voit Langlois arriver au village. Il ne peut empêcher la disparition de Callas Delphin-Jules.

En mai 1845, Langlois repart.
- Hiver 1845-1846 — Dès le début de l'hiver, Langlois revient. Il s'installe au Café de la Route. Il participe à la messe de minuit. En février 1846, M. V., démasqué par Frédéric II, est abattu par Langlois.

Au printemps, Langlois revient au village. Vers la fin de l'été, le procureur vient pour le rencontrer. Un peu plus tard, sans doute pendant l'automne, Langlois fait la connaissance de Mme Tim.
- Hiver 1846-1847 — Au cours de cet hiver a lieu la chasse au loup dans le fond de Chalamont.

" Cinq mois après ", donc au printemps 1847, Langlois, Saucisse et Mme Tim rendent visite à la " brodeuse ".
Au mois d'août, Langlois participe pendant trois jours à une fête à Saint-Baudille, chez Mme Tim.
" Deux mois après, à l'automne ", Langlois commence à faire construire le bongalove.
- Hiver 1847-1848 — L'hiver venu, Langlois fait part à Saucisse de son intention de se marier. Une nuit de cet hiver-là, réunis au Café de la Route, Langlois, Saucisse et Mme Tim discutent de ce projet de mariage.

Le voyage à Grenoble a lieu au printemps de 1848. Quelques jours plus tard, Delphine est installée au bongalove.
- Hiver 1848-(1849) — À la première neige annonciatrice de l'hiver (20 octobre), Langlois rend visite à Anselmie. Au soir de ce même jour, il se suicide. Ce suicide est en fait une exécution puisque le justicier Langlois, s'apercevant de son attirance pour le sang (comme M. V.), élimine le danger qu'il représente désormais.

L'action du roman s'inscrit donc dans une période d'un peu moins de cinq années. Importe beaucoup moins la durée objective de cette période que le fait qu'elle est découpée et rythmée par six hivers successifs : 1843-44, 1844-45, 1845-46, 1846-47, 1847-48, 1848-(49). Pendant les trois premiers hivers se placent les "exploits" de M. V. et sa mort. Les trois derniers concernent les étapes décisives de la destinée de Langlois : chasse au loup, projet de mariage, suicide (exécution).
Le roman est donc construit sur un très net parallélisme entre une première partie, dont M. V. est le protagoniste, et une seconde partie, dont le protagoniste est Langlois.

#### Durées des séquences narratives
Ces durées — on s'en doute — ne sont aucunement proportionnées à la durée chronologique "objective".
Tout d'abord, la seconde partie (protagoniste : Langlois) est à peu près deux fois plus étendue que la première (protagoniste : M. V.) : 101 pages pour la seconde, 49 pour la première dans l'édition de la Pléiade. Tout se passe comme si l'exposition de l'énigme-M. V. (énigme d'ordre policier, psychologique, existentiel, métaphysique) et sa tentative d'élucidation (très partiellement réalisée) constituaient un prologue ouvrant sur l'exposition de l'énigme-Langlois (énigme d'ordre psychologique, existentiel, métaphysique) et sa tentative d'élucidation (très partiellement réalisée elle aussi).
Si l'on retranche environ deux pages évoquant les trois semaines d'enquête de Langlois après les disparitions de Bergues et de Callas Delphin-Jules, on constate que 94 pages (soit près des deux tiers du roman dans l'édition de la Pléiade) sont mobilisées pour raconter seulement neuf épisodes dont la durée totale n'excède pas quinze jours (encore une fois sur une durée totale de l'action étendue sur près de cinq ans) : disparition de Marie Chazottes, disparitions de Bergues et de Callas, découverte et mort de M. V., chasse au loup, visite à la "brodeuse", fête chez Mme Tim, réunion au Café de la Route, voyage et séjour à Grenoble, visite à Anselmie et suicide (ou exécution) de Langlois.
On mesure à quel point le romancier attire l'attention de son lecteur sur un petit nombre d'événements concentrés sur quelques jours seulement, événements que leur intensité dramatique, leur valeur explicative et leur pouvoir d'émotion mettent en vedette. On conçoit aussi à quel point l'ellipse apparaît comme un outil essentiel de la technique romanesque de Giono, dans ce roman du moins.

#### Époques de la narration
Elles sont étroitement liées à l'entrée en scène de plusieurs narrateurs successifs :
- Le premier narrateur, qui est aussi le narrateur principal, puisqu'il nous transmet les narrations des autres, parle en 1946 (année de l'écriture du roman).
- Le groupe des vieillards (second narrateur), qui transmettent une tradition orale émanant partiellement de leurs parents ou grands-parents, ainsi que Saucisse, parlent vers 1916 (le premier narrateur dit avoir recueilli leurs récits trente ans auparavant).
- Saucisse, témoin direct des événements, troisième narratrice, parle vers 1868 (vingt ans, dit le texte, après la mort de Langlois).
- Quelques narrateurs secondaires, témoins directs d'événements (Ravanel père et fils, Frédéric II, la Martoune, Anselmie) parlent sans doute peu après les événements auxquels ils ont participé (immédiatement après dans le cas d'Anselmie, vers 1850, plutôt avant, dans les autres cas).

Ainsi, pour transmettre jusqu'à nous la tradition orale d'événements vieux d'un siècle (1843-1946), quatre instances narratives se relaient, ce qui correspond approximativement à une moyenne de quatre générations se succédant dans l'espace d'un siècle. Un peu plus de vingt ans séparent les narrations des premiers témoins de la narration de Saucisse, puis environ quarante-huit ans entre cette narration et celle des vieillards, puis environ trente ans pour arriver au narrateur qui nous transmet finalement l'histoire de M. V.

### Narration

#### Narrateurs
- Le Premier Narrateur

Il prend la parole au début du roman. Il assume la narration jusqu'à la démission de Langlois, à la suite de l'exécution de M. V. À partir de cet épisode, le premier narrateur est relayé par les " vieillards qui savaient vieillir ", de la bouche desquels il tient la suite de l'histoire. Toutefois, même dans la partie assumée par les vieillards, le jeu des pronoms ("nous", "on", parfois "je") entretient une certaine incertitude sur l'identité du ou des narrateurs : il n'est pas exclu que le premier narrateur intervienne dans cette partie. C'est certainement lui (mais rien ne nous en assure absolument) qui reprend la parole à la fin pour raconter le suicide de Langlois devant sa maison, aux yeux de Saucisse et Delphine.
Qui est ce narrateur ? Il ne se nomme pas. On ne sait s'il est originaire du village, dont il semble familier ; ni s'il est de la région, qu'il semble bien connaître ; ou s'il y séjourne seulement à intervalles réguliers, pour des vacances par exemple. On serait tenté de le confondre avec l'auteur, Jean Giono lui-même. Pourtant, Giono n'a jamais recueilli dans un village du Trièves les confidences de vieillards sur un certain M. V., pas plus qu'il n'a aperçu, du côté du col de Menet, un jeune homme, descendant de M. V., en train de lire Sylvie de Gérard de Nerval. D'ailleurs Giono lui-même avoue que le sujet lui est venu vers 1920. Il a imaginé l'objet de l'enquête de son narrateur et la manière dont ce narrateur conduit son enquête. Pour Giono, tous les personnages du roman existent comme des personnages sortis de son imagination. Pour le Premier Narrateur en revanche, ces mêmes personnages sont des gens qu'il a réellement rencontrés ou qui ont réellement vécu autrefois. Confondre d'emblée le Premier Narrateur avec Giono lui-même conduit donc à négliger le fait que ce narrateur est lui-même un personnage du roman, ce qui risque de fausser considérablement la compréhension de l'œuvre.
Premier narrateur, ce narrateur est aussi le plus important, puisqu'il a recueilli (directement ou indirectement) les récits de tous les autres narrateurs et que sa narration englobe toutes les autres. Il est évident qu'il ne nous livre pas les récits qui ont précédé le sien avec une fidélité littérale, mais qu'il les réorganise et les « réécrit ».
Nous nommerons ce Premier Narrateur : " le Conteur ".
- Le groupe des vieillards

Lorsqu'ils prennent la parole, après l'épisode de la mort de M. V., ils se désignent eux-mêmes par un " nous " ou un " on " indifférenciés. Dans l'épisode de la chasse au loup, à ces deux pronoms s'ajoute un " je " qui indique que l'un des vieillards assume particulièrement le récit de cet épisode, sans qu'on sache précisément de qui il s'agit.
L'ensemble du récit où le groupe des vieillards assume la narration évoque un chœur, constitué par la communauté des villageois (ou tout au moins ceux de ses membres encore vivants vers 1916).
Si ces vieillards survivants étaient des hommes faits vers 1843 (ce que le texte suggère à plusieurs reprises), on peut en conclure que, vers 1916 (époque de leur narration), ils avaient tous allègrement dépassé les quatre-vingt-dix ans. À vrai dire, la question de savoir quel âge ils avaient au juste, de même que la question de savoir qui au juste est désigné par les pronoms  nous ", " on " ou " je ", supposent qu'on prenne en compte une technique romanesque guidée au premier chef par un souci de réalisme, démarche qui n'est certainement pas celle de Giono dans ce roman quoique l'auteur se dise réaliste.
- Saucisse

Elle assume la narration, à partir de l'excursion chez la " brodeuse " jusqu'à l'arrivée de Delphine au bongalove.
Dès l'installation de Langlois au Café de la Route, elle a noué avec lui une relation privilégiée et lui voue une amitié amoureuse qui lui inspire attention constante et dévouement. Elle l'accompagne dans la plupart des épisodes décisifs (chasse au loup, visite à la "brodeuse, fête chez Mme Tim, voyage à Grenoble). Son statut de témoin privilégié, sa personnalité forte et originale, son expérience de la vie, son franc-parler rendent son récit particulièrement intéressant et savoureux.
- Les narrateurs occasionnels

Ils ont été les témoins directs et les acteurs d'épisodes importants. On peut citer Ravanel père et fils, Frédéric II (qui raconte l'expédition de Langlois à Chichilianne), Anselmie (chez qui Langlois se rend quelques heures avant son suicide).
Indépendamment de l'intérêt de ce qu'ils racontent, leurs récits sont importants pour apprécier la technique romanesque de Giono, car ce sont sans doute les seules narrations où les propos tenus sont rendus avec un souci de réalisme. Ces passages permettent donc de mieux comprendre, par comparaison, ce qui intéresse Giono quand il fait parler son premier narrateur, le groupe des vieillards, ou Saucisse.

#### La narration, élément privilégié de la mise en œuvre artistique
La multiplicité des narrateurs, en diversifiant les points de vue et les tons, enrichit évidemment le roman et lui confère une saveur et une originalité singulières.
Elle permet aussi de multiplier les points de vue sur le personnage principal, Langlois, sur qui convergent les regards des autres, qui ne saisissent à chaque fois de lui qu'une vérité partielle. Le mystère qui l'entoure et la fascination qu'il exerce n'en sont que plus sensibles.
Quels que soient les narrateurs, la narration revêt toujours un caractère oral marqué. D'abord, le récit est toujours adressé à quelqu'un. Ainsi, le Premier Narrateur s'adresse à nous plutôt comme à des auditeurs que comme à des lecteurs, employant un vouvoiement qui est celui de la conversation familière : " Vous êtes allé au col de La Croix ? Vous voyez la piste qui va au lac du Lauzon ? ".
Le Premier Narrateur reçoit, comme on l'a dit, les confidences du groupe des vieillards. Bien des années avant, Saucisse leur avait adressé son récit, sur un ton familier, ne leur épargnant pas une bordée d'injures pittoresques. Ce ton de conversation familière se retrouve, bien sûr, dans les récits des Ravanel, de Frédéric II ou d'Anselmie.
Dès le début du roman, le Premier Narrateur a écarté toute possibilité de source écrite sur l'histoire de M. V. Il néglige le témoignage de Sazerat, l'érudit local. Dans le pays, tout le monde connaît plus ou moins cette histoire, mais "il faut en parler, sinon l'on ne vous en parle pas". Ainsi, cette histoire repose uniquement sur une tradition orale, dont les derniers dépositaires sont les témoins encore vivants ou leurs descendants. Pour en rendre compte, il faut pouvoir interroger ceux qui vous ont précédé. C'est ainsi que les villageois interrogent les deux Ravanel, Frédéric II, la Martoune, Anselmie. Plus tard, ils feront le siège de Saucisse, pour obtenir d'elle sa version des faits. Enfin le Premier Narrateur (chronologiquement le dernier !) interroge les vieillards. Mais pour prendre place dans la chaîne des narrateurs et des récepteurs d'une histoire que tout le monde connaît mais dont personne ne parle volontiers, il faut en gagner le droit, en étant reconnu comme faisant partie, peu ou prou, de la communauté, ce qui est le cas du Premier Narrateur. Le moment de l'écriture romanesque est celui d'un changement de statut de l'histoire qu'elle transmet : jusque-là propriété d'une petite communauté d'un terroir montagnard, elle conquiert l'universalité d'une fable où tout un chacun est appelé à se reconnaître. Mais pour cela, chaque lecteur doit d'abord, par la magie de l'adresse orale, être accueilli dans la communauté : innombrables lecteurs inconnus, nous faisons pourtant partie de ceux à qui on peut demander s'ils connaissent la piste qui va au lac du Lauzon, en supposant qu'en effet ils la connaissent.
Le traitement particulier, dans ce roman, de la narration orale comme jalon de la transmission d'une tradition orale, permet d'appréhender la place privilégiée du Premier Narrateur, à la fois comme personnage du roman et comme figure idéale de l'écrivain. Loin d'être celui qui se contente de transcrire, avec une exactitude humblement fidèle, les récits des prédécesseurs, le Premier Narrateur, dont la narration englobe et transcende toutes les autres, en recompose les données, en reformule le discours, sans se préoccuper de soumettre le résultat aux exigences d'un réalisme "photographique" d'essence naturaliste ni d'atteindre à une quelconque authenticité ethnographique. À l'aune de ces points de vue, en effet, des personnages comme les vieillards ou comme Saucisse sont hautement improbables. Jamais aucun villageois, dans aucun village de montagne ou d'ailleurs, n'a raconté comme racontent les vieillards. Jamais aucune tenancière de bistrot ne s'est exprimée comme Saucisse. L'esthétique naturaliste est étrangère à Giono.
La narration du Premier Narrateur — le Conteur — procède d'une préoccupation moins consciemment présente dans les autres narrations. La vérité transcendante que tente d'atteindre cette narration surpasse le niveau documentaire, historique, ethnologique, scientifique, philosophique : elle est de l'ordre de l'art et de la poésie. Dès le début du roman, aussitôt après avoir écarté le témoignage de l'historien qu'est Sazerat, l'érudit de Prébois, le Premier Narrateur évoque la vérité qu'il poursuit, et qui n'est pas du même ordre : " Ce qui est arrivé est plus beau, je crois ".

### Index commenté

#### Personnages fictifs
- Anselmie — Épouse de Callas Delphin-Jules. Narrateur 1 la décrit d'après une photo d'elle qu'il a trouvée dans la maison d'Honorius. À la fin du roman, Langlois se rend chez elle et lui demande de couper la tête d'une oie. Elle raconte la scène aux villageois.
- Arnaud Firmin — Participe à la chasse au loup.
- Arnaude — Fille de Mme Tim. Très séduisante. Portrait dans l'épisode de la fête à Saint-Baudille.
- Baculard (Fils) — Participe à la chasse au loup.
- Bergues — Braconnier. Célibataire. Aime la nature et la chasse. Cherche vainement Marie Chazotte. Part sur les traces de l'inconnu qui a tenté d'enlever Ravanel Georges dont le père a réussi à blesser le fuyard d'un coup de fusil. Fait le tour des maisons du village pour raconter son expédition et prend "une cuite magnifique" qui lui fait dire "des choses bizarres" à propos de la beauté du sang sur la neige. Disparaît à son tour  à l'hiver 1844. Non loin du village, Langlois découvre l'endroit où il a été tué : "une grande plaque de neige agglomérée avec du sang".

Bergues a un modèle réel, braconnier lui aussi, habitant de Lalley. Giono fit sa connaissance  à Lalley, à l'été 1946
- Bernard — Possède des prés au village.
- Bertrand — Aide à descendre Dorothée du hêtre.
- Bouscarle — Participe à la chasse au loup.
- Bouvard — Cocher de Mme Tim.
- Brachet — Notaire de Saint-Baudille qui "souleva sa caisse en l'honneur d'une lionne". Sazerat, l'érudit de Prébois, possède une documentation sur lui.
- Braconniers (deux) — Compagnons de Bergues. Cherchent Marie Chazottes avec lui.
- Brodeuse — C'est ainsi que Langlois la désigne la première fois qu'il parle d'elle à Saucisse et à Mme Tim. On ignore son nom et son histoire. On devine  qu'elle n'est pas originaire du village du Diois où elle s'est fixée avec son petit garçon et où elle habite une maison isolée. La salle où elle reçoit ses hôtes contient des meubles de prix, "des débris de fortune, emportés et resserrés". Elle gagne sa vie "en faisant des travaux de broderie et de dentelle. Sur son visage aux yeux "du bleu le plus bleu", on lit son inquiétude, et Mme Tim perçoit en elle "un halètement de biche poursuivie". Elle et Saucisse s'efforcent de rassurer la femme, tandis que Langlois s'absorbe dans la contemplation d'un portrait d'homme à peine visible dans l'ombre. Ce personnage émouvant et pitoyable qui n'apparaît que dans cet épisode est sans doute la veuve de M. V., mais rien ne vient confirmer cette identification dans la suite du roman. Lorsque Langlois charge Saucisse de lui trouver une femme, il prend soin de préciser qu'il ne veut pas de brodeuse "et pas ce qu'on appelle une bonne épouse".
- Burle (Père de) — Né en mars-avril 1845.
- Cadiche — Fille de Mme Tim.
- Callas Delphin-Jules — Époux d'Anselmie. "Rayé de la surface du globe" le même hiver que Bergues, alors qu'il était sorti seul "pour se poser sur le fumier". Narrateur 1 trouve dans la maison d'Honorius une photo de lui qui suggère que "Delphin était construit en chair rouge, en bonne viande bourrée de sang".
- Cather (Père de) — Né en mars-avril 1845.
- Chazottes (Marie) — Elle a entre vingt et vingt-deux ans. D'après le physique de ses descendants, notamment la femme de Raoul, on peut imaginer "une petite brune aux yeux clairs, blanche comme du lait, et bien faite". Elle est la première victime de M. V. Elle disparaît entre le 15 et le 17 décembre 1843.
- Chazottes (Mère de Marie) — Ne sait plus quelle contenance prendre depuis la disparition de sa fille, restée inexpliquée.
- Chazottes (belle-sœur de la mère de Marie) — Accompagne sa belle-sœur à la messe de minuit.
- Chazottes (Tante de Marie) — Plus jeune que sa nièce.
- Cheval de Langlois — "C'était un cheval noir et qui savait rire". En dehors de son humeur gaie, ce cheval se signale par la gentillesse de ses manières, son caractère affectueux (il n'aime que les humains, pas les animaux), son intelligence et son empressement à rendre service. Ce double animal de Langlois semble avoir hérité des qualités que son maître humain évite de trop laisser paraître. Les villageois finissent d'ailleurs par l'appeler "Langlois" car "il faisait avec nous tout ce que Langlois ne faisait pas".
- Chocolatier de Grenoble — Est venu une fois au village pour une battue aux sangliers.
- Clément (Père de) — Né en mars-avril 1845.
- Cléristin (Père de) — A légué à Cléristin la grange du cimetière des protestants.
- Colomb et Bernard — Marchands de boulons à Grenoble. Leur "voyageur" est un des derniers à passer le col (de la Croix-Haute) juste avant sa fermeture hivernale.
- Colporteur — Passe au village une fois par an. Il y vend notamment des exemplaires des Veillées des chaumières à deux liards. Après la mort de Langlois, Delphine guettera sa venue annoncée par la vue de son parapluie rouge qui progresse dans la montagne.
- Coquillat — Aide à descendre Dorothée du hêtre.
- Coursier — Célibataire. À légué sa maison au père de René Martin.
- Curé — Intervient pour la première fois lors de la disparition de Marie Chazottes. Bel homme, à la solide carrure. Le coup de fusil tiré par Ravanel père interrompt son sermon sur le diable, pendant la messe dominicale de dix heures. À la fin de l'année 1844, il fait  visiter à Langlois son église décorée pour la messe de minuit. Après que celle-ci a été célébrée sans incident, les hypothèses de Langlois sur le "divertissement" qu'aurait pu trouver "le monstre" au spectacle des lumières et des ornements ne paraissent pas du goût du curé qui lui souhaite à peine le bonsoir. Après le second retour de Langlois, celui-ci se rend, en grande tenue et à cheval, à la cure. Il se fait montrer par le curé l'ostensoir conservé dans le tabernacle de l'église. Cette brève visite est sa dernière au curé.
- Curnier — Participe avec son chien à la chasse au loup.
- Delphine — Grâce à ses relations grenobloises, Saucisse obtient l'adresse de Delphine. Elle habite un intérieur "très propre et même charmant". Elle a environ vingt ans. Elle accepte sans discuter les propositions de Saucisse et, huit jours après, s'installe avec Langlois au bongalove. Ironique et quelque peu jalouse, Saucisse observe son comportement, en tous points conforme à ce que voulait Langlois. Après la mort de celui-ci, Delphine et Saucisse continuent d'habiter le bongalove. Elles sont comme "chien et chat". Saucisse guette attentivement "la marche des lois du temps dans Delphine", qui fait passer des billets doux par l'intermédiaire du colporteur ; cette infidélité à la mémoire de Langlois est tolérée par Saucisse. Dans Noé, Giono souligne les riches potentialités de ce personnage, qu'il envisage alors de faire reparaître dans un autre roman.
- Docteur  — Participe à la fête chez Mme Tim.
- Dorothée — Victime de M. V. Frédéric II retrouve son cadavre dans le creux d'une branche maîtresse du hêtre.
- Dorothée (Mère de) — Se balance sans mot dire devant le cadavre de sa fille.
- Dumont — Les Dumont comptent parmi les descendants de Marie Chazottes, "par la fille du cousin germain de la belle-mère de Raoul". On dit que ce sont de très beaux hommes.
- Émissaires (quatre) — Se rendent à la gendarmerie royale de Clelles après la disparition de Bergues.
- Fajot — Boulanger du village.
- Farnaud — Nom d'un des deux gendarmes de Clelles qui accompagnent Langlois à Chichilianne.
- Fernand Pierre — Né en mars-avril 1845. A été le plus vieux du canton.
- Frédéric — Frédéric IV. Propriétaire de la scierie en 1946. "Il y succède à son père, à son grand-père, à son arrière-grand-père, à tous les Frédéric".
- Frédéric I — Frédéric II trouve un bout de sa pipe dans une boîte sur la cheminée.
- Frédéric II — Propriétaire de la scierie; en face se trouve le hêtre où M. V. dépose ses victimes. Nettoie ses biefs au printemps 1844 et utilise la boue pour fumer le pied du hêtre. L'été suivant, au cours d'un violent orage, un inconnu s'abrite sous le hêtre. Il dit à Frédéric II qu'il est de Chichilianne. Un matin de février 1846, Frédéric voit descendre un inconnu du hêtre. Il y monte à son tour et découvre le cadavre de Dorothée. Il suit l'inconnu jusqu'à Chichilianne, apprend son nom, retourne au village prévenir Langlois. C'est lui qui raconte en grande partie l'expédition de Langlois à Chichilianne. Il est le témoin de la mort de M. V.
- Frédéric II (Femme de) — Pas encore levée, ce qui évite à Frédéric II de lui donner des explications quand il part de bon matin pour la scierie, le jour d'hiver où il voit M. V. descendre du hêtre. Se met à hurler au retour de son mari de Chichilianne. Langlois la calme en lui administrant une paire de claques.
- Gari — Propriétaire d'une grange au village.
- Gendarmes à cheval (six) — Forment l'escorte de Langlois lors de son premier séjour.
- Gendarmes (deux) — Langlois les prend à la gendarmerie de Clelles pour l'accompagner à Chichilianne.
- Groom — Juché derrière la capote du cabriolet du procureur royal.
- Hêtre de la scierie — Voir Index 3
- Homme de Chichilianne — Reste sous le hêtre de la scierie au plus fort d'un violent orage, pendant l'été 1844. Frédéric II l'entraîne à l'abri dans le hangar. Tout suggère que cet inconnu est M. V.
- Honorius — Conserve chez lui les portraits de Callas Delphin-Jules et d'Anselmie. Les Honorius, originaires de Corps, ont ouvert une épicerie-mercerie dans la maison autrefois occupée par Callas Delphin-Jules et Anselmie.
- Honorius (Tante d') — A hérité de son beau-frère Callas, petit-fils de Callas Delphin-Jules, la maison de celui-ci.
- Horatius (Mère d') — Née en mars-avril 1845.
- Horatius — Probablement le père de la précédente. Aide à descendre Dorothée du hêtre.
- Huissier — Voyageur de la patache pour Grenoble. Bref portrait.
- Ingénieur des mines de La Mûre — Est venu une fois au village pour une battue aux sangliers.
- Julie (Mère de) — Née en mars-avril 1845.
- Lambert (Père) — Client du Café de la Route.
- Lambert (Mère de) — Née en mars-avril 1845.
- Langlois — La première fois qu'il vient au village, après la disparition de Bergues, il est capitaine de gendarmerie. Au Café de la route, où il s'installe, il tire de son havresac "une longue pipe en terre", "des pantoufles fourrées et une casquette en poil de bichard". Mais les villageois ne tardent pas à se rendre compte que, sous ces dehors bonhommes, se cache "un sacré lascar". On apprendra plus tard qu'en Algérie, il  a dû affronter des situations périlleuses qui réclamaient un sang-froid, une présence d'esprit et un courage hors du commun.

Quelques détails composent une esquisse de portrait physique : "des moustaches fines; de la jambe"; un "œil noir, fixe, qui faisait encore bien plus trou dans ce qu'il regardait". À son retour, après la mort de M. V., les villageois admirent son élégance quelque peu insolente, sa virtuosité de cavalier. Au début de la chasse au loup, le narrateur est fasciné par "ce visage silencieux et froid, ces yeux qui regardaient, on ne savait quoi à travers les montagnes". Et c'est à peu près tout. On ne sait pas au juste quel est son âge, mais ce n'est plus un jeune homme. On peut en apprendre davantage dans un autre récit de Giono  Récits de la demi-brigade . Pour son personnage de Langlois, Giono s'est inspiré directement de Jean-François-Charles de Morangiès, colonel du régiment d'infanterie du Languedoc et noble dévoyé suspecté d'être le dresseur de la Bête du Gévaudan.
Homme d'action et meneur d'hommes, Langlois mobilise le village pour contrer les entreprises du tueur mystérieux. C'est rondement et sans souci des "lois de paperasse" qu'il conduit l'expédition à Chichilianne. Plus tard il battra le rappel des hommes du village pour organiser, à la manière d'une cérémonie minutieusement réglée, la chasse au loup. Pendant celle-ci, c'est de lui seul que les chasseurs prennent leurs ordres. Une seconde fois, dans cette circonstance, il sauve la communauté d'un grave danger, ce qui lui vaut la reconnaissance et l'affection de tous. Il rassure et inspire confiance par "cette connaissance des choses qu'il avait paru avoir". Son expérience de la vie et des êtres fait qu'il paraît à l'aise en toutes circonstances et dans les milieux les plus divers. Il trouve le ton juste aussi bien dans la salle commune du Café de la route que dans les salons de Mme Tim ou  dans un restaurant huppé de Grenoble où l'accompagne Saucisse qui, près de lui, se sent une dame. Il passe sans encombre d'un échange familier avec tel villageois à une conversation avec le procureur royal. Tout en gardant ses distances, il ne se montre "ni fermé ni hautain" avec personne. Chez la brodeuse, sa discrétion et sa délicatesse calment la méfiance de l'hôtesse. S'il méprise les "lois de paperasse", il respecte en revanche les "lois humaines" : c'est ainsi qu'avant de se rendre chez M. V., il lui accorde le répit d'une dernière nuit parmi les siens.
Quand il reparaît au village après la mort de M. V., tous notent en lui des changements sensibles. Lui qui, pendant ses deux premiers séjours, avait montré qu'il "savait parler", ne parle presque pas. Ils sont frappés par son austérité monacale et par un côté cassant, tout militaire. Lui qui, comme l'affirmera Saucisse, a plus qu'un autre le sens de l'amitié et sait faire naître des amitiés passionnées et des dévouements fidèles, tient ses meilleurs amis "à distance respectueuse". Il n'est d'ailleurs avec eux guère plus prolixe qu'avec les paysans. Saucisse et lui se comprennent à demi-mot et la saveur de leurs échanges repose beaucoup sur leur laconisme.
L'humanité du personnage, jointe à sa lucidité et au courage d'affronter la vérité, est peut-être sa faille et l'origine d'un vertige qui le conduira au suicide-exécution. Dès le début de l'enquête sur les meurtres, on est frappé par sa façon de se mettre à la place des autres pour comprendre ce qui s'est passé. Dans la maison de Bergues, restée ouverte après son départ précipité, il s'assoit à la place du braconnier, refait les gestes qu'il a dû faire, puis emprunte l'itinéraire qu'il a emprunté pour aller à la rencontre de son destin. S'interrogeant sur les mobiles du tueur, il formule l'hypothèse que ce n'est peut-être pas un monstre (c'est donc un homme comme les autres, qu'il peut comprendre comme il peut se comprendre lui-même), et il prononce pour la première fois le mot de "divertissement"; le soir de la messe de minuit, l'assassin a pu remplacer le divertissement du meurtre par celui de l'éclat des ornements et de la pompe de la cérémonie religieuse : hypothèse qui scandalise quelque peu le curé !
La visite à la brodeuse constitue sans doute une étape décisive du cheminement intérieur de Langlois. Absorbé par la contemplation fascinée du portrait de M. V., et près de l'épouse qui a partagé sa vie, Langlois comprend sans doute mieux la puissance de la quête de divertissement, seul remède à l'angoisse mortelle de l'ennui.
Le divertissement est nécessaire en toute saison, et Langlois ne dédaigne pas le divertissement estival des trois jours de fête à Saint-Baudille. Mais c'est avec la venue de l'hiver, quand la splendeur stérile de la neige gomme et uniformise le paysage, tout en réduisant mouvements et activités, que Langlois — comme auparavant M. V. — éprouve la puissance de l'ennui et le besoin du divertissement : divertissement de la chasse au loup, projet de mariage. À l'approche du dernier hiver, le suicide est le dernier recours d'un homme qui se sent probablement tenté de recourir à la même forme de divertissement que M. V. avant lui : le divertissement du meurtre.
Pour stopper la montée de l'ennui, pour endormir la conscience de l'absurdité et de la cruauté du monde, ni l'amitié, ni l'amour (ou ce qui en tient lieu pour un homme aussi épris de son indépendance que Langlois), ni, a fortiori, les divertissements ordinaires du travail et de la fête ne sont des remparts suffisants. Langlois est seul, aussi seul que le loup au fond de Chalamont. Son aisance apparente pendant la fête à Saint-Baudille, où il n'oublie rien des usages mondains ni de ce qui peut faire plaisir à l'un ou à l'autre, ne trompe pas Saucisse : "Vous n'imaginez pas la mémoire qu'il faut avoir pour arriver à vivre dans les étendues désertes et glacées". Le face-à-face de Langlois avec le loup, attendant au pied de la falaise une mort qu'il sait inéluctable, dans une contemplation hébétée du sang rouge du chien sur la blancheur de la neige — seule beauté qui soit absolument en accord avec la vérité du monde — ce face-à-face nous fait toucher à vif l'intuition qui a donné naissance au personnage et au roman.
- Lieutenant — Lieutenant de la gendarmerie de Clelles. S'inquiète de savoir si Langlois partant pour Chichilianne s'est muni du "papier" ce à quoi Langlois répondra en mentant qu'il a peur la nuit et qu'il lui faut une escorte.
- Lieutenant de louveterie — Est venu une fois au village pour une battue aux sangliers.
- Maire de Chichilianne — Langlois réquisitionne sa mairie en le menaçant de le faire envoyer à Cayenne s'il souffle un mot de sa présence.
- Maire (du village) — Langlois lui présente les patentes qui le nomment commandant de louveterie.
- Maître d'hôtel — Accueille Langlois et Saucisse au restaurant de Grenoble.
- Maquignon — Voyageur de la patache pour Grenoble.
- Maréchal-ferrant — Allume sa forge de Chichilianne au moment où M. V. suivi de Langlois passe devant.
- Martoune (La) — Sacristine de l'église du village.Soixante-dix ans, bossue, la bouche ravagée par l'habitude invétérée de priser du tabac : "horrible à voir !". C'est pourtant elle que Langlois suit avec insistance. On apprendra ensuite qu'il n'en voulait pas à sa vertu, mais qu'il désirait qu'elle lui montre les vêtements sacerdotaux.
- Mathilda — Fille de Mme Tim.
- Minotier — A flatté les fesses de Saucisse âgée de seize ans.
- M. V. — Portait dans le manuscrit le nom de "Mauvais voisin". Il focalise l'intérêt dans la première partie du roman, jusqu'à son "exécution" par Langlois. Tout porte à croire qu'il est le tueur en série qui assassine successivement Marie Chazottes, Bergues, Callas Delphin-Jules et Dorothée, et qui s'est livré aussi sur la peau d'un cochon de Ravanel à d'étranges et sanglants dessins au couteau. Toutefois on ne le voit jamais tuer, ni porter dans le hêtre les cadavres de ses victimes. L'homme "dénaturé" que Frédéric II voit s'abriter paisiblement sous le hêtre au plus fort de l'orage et qui lui déclare être de Chichilianne, c'est lui. Suivi par Frédéric II, il s'éloigne dans la neige avec une tranquillité parfaite, qui peut s'interpréter aussi bien comme une marque d'inconscience, d'arrogance méprisante ou de consentement à un destin tragique. Consentement apparent qu'on retrouve quand, sans chercher à résister ni à fuir, il mène Langlois jusqu'au lieu qu'il a choisi pour son "exécution" sous un hêtre. On ne saura pas  qui était au juste M. V., s'il exerçait une profession ou s'il vivait de ses rentes. On ne saura pas davantage avec qui il partageait sa vie. Si la "brodeuse" est bien sa veuve, les meubles qu'elle conserve suggèrent qu'elle a vécu autrefois dans le confort et même dans le luxe. M. V. était-il donc un notable important, un homme riche? La décision risquée que prend Langlois de l'exécuter sommairement reste elle aussi sans explication. Aucun procès n'éclairera le degré de responsabilité de M. V. dans les assassinats ni son cheminement psychologique. Aucune trace écrite de son histoire ne subsiste. Seuls ont été conservés les souvenirs de quelques témoins, plus ou moins déformés par ceux qui les ont recueillis. M. V. reste un inconnu, aussi énigmatique et fascinant que le furent pour Jean Giono des criminels célèbres comme le docteur Petiot, pour l'affaire duquel il se passionne à l'époque où il conçoit Un Roi sans divertissement, ou comme Gaston Dominici, personnage central de l'affaire de Lurs (à deux pas de Manosque), au procès duquel il assistera.
- Nanette d'Avers — Grand-mère d'une domestique de Mme Tim.
- Narrateur 1 — Le premier narrateur dans l'ordre du récit. Il ressemble beaucoup à l'auteur lui-même; néanmoins il s'en distingue. Voir le chapitre "Les Narrateurs"
- Onésiphore de Prébois (Fils) — Laquais de Mme Tim. Apprend avec difficulté à jouer du cor de chasse.
- Perceval — Héros du Conte du Graal, roman de Chrétien de Troyes. Dans un épisode célèbre du roman, Perceval s'abîme dans la contemplation sur la neige de gouttes du sang d'oies sauvages blessées. La scène où Langlois contemple longuement sur la neige le sang de l'oie d'Anselmie s'en inspire.
- Petit garçon de la brodeuse — Apparition silencieuse à la fenêtre de la salle pendant la visite à la brodeuse.
- Petit (Félix) — Participe à la chasse au loup.
- Piémontais (deux) — Ouvriers de Frédéric II. Aident à porter la boue du canal au pied du hêtre.
- Piémontais (Équipe de) — Travaillent à la carrière où Langlois se procure sans doute la dynamite.
- Pierre le Brave de Ponsonas — Ancien cor de fanfare. Sonne magnifiquement de son cor pendant la chasse au loup.
- Pierrisnard (Père de) — Né en mars-avril 1845.
- Procureur royal — Monte au village vers la fin de l'été 1846 pour y rencontrer Langlois. "Il était célèbre dans les massifs les plus désertiques et c'étaient bien ses favoris blancs et ce ventre bas qu'il portait devant lui comme un tambour". A une réputation d' "amateur d'âmes". La nature de ses relations avec Langlois, qu'il traite en ami, et les raisons de son intérêt pour lui restent assez mystérieuses. Il n'hésite pas à abandonner ses nombreuses occupations pour monter au village à diverses occasions. Il participe à la chasse au loup et il étonne les chasseurs par sa résistance physique. Il se porte au premier rang des chasseurs "avec une légèreté aéronautique" quand Langlois tue le loup et le narrateur saisit alors dans son regard une immense tristesse. À la suite de la visite de Langlois à la "brodeuse", il vient au village "plus souvent qu'à son tour". Lui, Saucisse et Mme Tim observent avec inquiétude le comportement de Langlois. Il est aussi de la fête à Saint-Baudille, où il se promène avec Arnaude sur la terrasse. Il propose à Saucisse de trouver une femme à Langlois (une de ses anciennes maîtresses?). Personnage souvent présent mais presque toujours silencieux, le procureur royal reste une figure énigmatique, comme le sont les figures de M. V. et de Langlois lui-même. C'est lui qui dira à Langlois : « Méfiez-vous de la vérité, elle est vraie pour tout le monde », phrase que Saucisse trouve une bêtise mais qui déride Langlois avant qu'il n'en fasse l'expérience.
- Pugnères — Aide à descendre Dorothée du hêtre.
- Pugnet (Marcel) — Descendant de Marie Chazottes par sa mère "qui était la sœur de la belle-mère de Raoul".
- Quatre-vingts hommes du village — Participent à la chasse au loup.
- Raffin (Père de) — Né en mars-avril 1845.
- Raoul (Belle-mère de) — Fille de la tante de Marie Chazottes.
- Raoul (Femme de)  — Descendante de Marie Chazottes. Est restée "blanche comme du lait", malgré les travaux des champs.
- Ravanel — Tire un coup de fusil qui sème la panique dans le village juste après la découverte de la disparition de Marie Chazottes.
- Ravanel (Georges) — Échappe de justesse à une tentative d'enlèvement.
- Ravanel — Petit-fils de Georges. Conduit les camions.
- René Martin — A hérité de la maison de son père, à qui Coursier l'avait léguée.
- Richaud Marie — Sans enfants. En 1844, s'engage devant notaire à entretenir le père de Sazerat (dix ans à l'époque) jusqu'à son brevet d'instituteur.
- Romuald — Participe à la chasse au loup.
- Roublard en blouse — Voyageur de la patache pour Grenoble.
- Saucisse — Son embonpoint explique son surnom. Ancienne "lorette" de Grenoble, elle s'est installée au village à soixante ans passés. Elle tient le Café de la Route. Langlois prend pension chez elle. Elle est alors "une maîtresse femme, plantée dans quatre-vingt-dix-huit kilos, une bouche de cuivre avec laquelle elle sonnait volontiers la charge dans les oreilles de ceux qui essayaient de lui marcher sur les pieds". D'emblée, Langlois et elle, sympathisent. Assis dans la salle du café, "ils discutaient de la marche du monde". Elle participe à la chasse au loup : son allure et son aisance font l'admiration des chasseurs. Elle se lie rapidement d'amitié avec Mme Tim. Toutes deux constituent la "garde rapprochée" de Langlois. Elles l'accompagnent chez la "brodeuse". Saucisse accompagne Langlois à Saint-Baudille, pour la fête que donne Mme Tim. Puis Langlois la charge de lui trouver une femme. Tous deux se rendent à Grenoble où Saucisse déniche Delphine. Saucisse éprouve manifestement pour Langlois une amitié amoureuse et il lui arrive d'être jalouse de Mme Tim ou de Delphine. Elle lui est entièrement dévouée. Bien des années après la mort de Langlois, vers 1867-68, alors qu'elle a quitté le Café de la Route pour s'installer au bongalove avec Delphine, Saucisse finit par accepter de raconter aux villageois les épisodes auxquels elle a participé (visite à la brodeuse, fête chez Mme Tim, discussion autour du projet de mariage, voyage à Grenoble). Son intimité avec Langlois, son expérience de la vie, son franc-parler font d'elle une narratrice privilégiée.
- Save Antoinette (Mère de) — Née en mars-avril 1845.
- Sazerat — Érudit local, auteur de "quatre ou cinq opuscules d'histoire régionale". Ne possède aucun document sur M. V. mais connaît son histoire. Cependant Narrateur 1 néglige les informations qu'il aurait pu lui fournir.
- Sazerat (Mère de) — Née en mars-avril 1845.
- Sazerat (Père de) — Garde les vaches à cinq ans, en 1839, après avoir quitté l'école. Devient instituteur grâce à la générosité de Richaud Marie, qui lui paie ses études.
- Soubrette — Employée de Delphine à Grenoble. Ouvre la porte à Saucisse.
- Strogoff (Michel) — Personnage du roman du même nom, de Jules Verne (1876). À noter que la mention de ce roman de Jules Verne, de la part de quelqu'un qui a participé aux événements des années 1840 et les raconte au présent, est anachronique.
- Tailleur du 28e des chasseurs d'Afrique — Chargé de réaliser l'uniforme d'Urbain Timothée pour la chasse au loup.
- Tim (Mme) — Nom familier donné par les villageois  à l'épouse d'Urbain Timothée, châtelain de Saint-Baudille. Née au Mexique, c'est "une créole toujours belle et lente comme un après-midi de fin-juin". Fille de bonne famille, elle a reçu une éducation soignée dans un couvent espagnol célèbre. À son arrivée à Saint-Baudille, elle approche de la soixantaine mais en paraît trente. Elle a trois filles (deux fils aussi), toutes belles et de nombreux petits enfants qu'elle se plaît à réunir. "Vivez bien, c'est la seule chose à faire. Profitez de tout" : telle est sa devise. La chasse au loup, à laquelle elle participe, resserre ses liens d'amitié avec Langlois et Saucisse. À la demande de Langlois elle joue habilement un rôle pour rassurer la brodeuse. Puis elle invite Langlois avec Saucisse pour une fête de trois jours à Saint-Baudille, où elle offre à Langlois le divertissement de la beauté, celle de son château et celle de ses filles, sans pourtant parvenir à diminuer cette "distance respectueuse" où Langlois maintient ceux qui s'intéressent à lui et qui l'aiment. Elle le retrouve au Café de la route pour discuter avec lui et Saucisse du projet de mariage. Elle n'apparaît plus directement par la suite. Il est seulement brièvement question des visites que Delphine et Langlois lui font.
- Timothée (Urbain) — Châtelain de Saint-Baudille. Un mois après la première visite du procureur royal au village, il est nommé capitaine de louveterie. C'est un petit homme de soixante ans d'une vivacité merveilleuse. "C'était un guadalajara comme on appelle ici ceux qui sont allés faire fortune au Mexique. Il en était retourné avec beaucoup de pesos, cela ne faisait aucun doute, mais aussi avec un coup de bambou muscat". À part sa présence lors de l'épisode de la chasse au loup, pour laquelle il s'est fait tailler un bel uniforme, chasse où pourtant il ne n'apparaît pas dans le récit, et sa qualité de mari de Mme Tim, il ne joue à peu près aucun rôle dans le roman.
- Types (deux autres) — Avec Bergues, raccompagnent la Martoune chez elle après la disparition de Marie Chazottes.
- Types (deux ou trois) — Frédéric II les croise dans les rues de Chichilianne. L'un d'eux lui indique le nom de M. V.
- V. — Descendant de M. V. Habite une ferme dans la descente du col de Menet, versant Diois. Élève à l'École Normale de Valence ou de Grenoble. Narrateur 1 l'aperçoit en train de lire Sylvie de Gérard de Nerval.
- Vieillards (qui savaient vieillir) — Racontent à Narrateur 1 la suite de l'histoire de Langlois à partir de son retour au village jusqu'à la fin de la battue au loup. Ont évidemment recueilli aussi le témoignage de Saucisse et celui d'Anselmie.
- Vieille dame de Mens (Mme Savignan) — Participe à la fête à Saint-Baudille.
- Vieilles (dix ou douze) — Assistent à la messe de dix heures, brutalement interrompue par le coup de fusil tiré par Ravanel père.
- Villageoise au nourrisson affamé — Voyageuse de la patache pour Grenoble.
- Voisins (deux) — Voisins de Ravanel. Ils se tiennent devant la grange de celui-ci, au moment où il vient de tirer un coup de fusil.
- Voyageur — Ce voyageur de commerce de la maison Colomb et Bernard de Grenoble est un des derniers à passer le col (de la Croix-Haute) juste avant la neige.

#### Personnes réelles
- Abd el-Kader — Anima la résistance arabe à la conquête française entre 1832 et 1847. Langlois a participé aux campagnes d'Algérie.
- Bugeaud — Gouverneur Général de L'Algérie de 1840 à 1847.
- Cartouche — Ce brigand célèbre fut roué vif en place de Grève en 1721. Sazerat, l'érudit de Prébois, possède sur lui une documentation iconographique.
- Colomb (Christophe) — De retour de son expédition à la poursuite de M. V., Frédéric II parlera des parages de l'Archat "comme Colomb devait parler des Indes Orientales".
- Desmichels — Général français. Langlois a servi sous ses ordres en Algérie.
- Garibaldi (Giuseppe) — Héros de l'unification italienne. Connu au village par les Veillées des chaumières apportées par le colporteur.
- Jeanne d'Arc — Absorbé par sa poursuite de M. V., Frédéric II ne pense bientôt plus à Dorothée, dont il vient pourtant de retrouver le cadavre dans le hêtre : "c'était vieux comme les morts de Jeanne d'Arc et de Louis XVI".
- Louis-Philippe — Roi des Français de 1830 à 1848. Son buste orne la salle de délibération de la mairie de Chichilianne. Plus tard, le narrateur de la battue le mentionne: "Louis-Philippe serait venu à genoux nous demander un service, on l'aurait envoyé au bain". Ensemble avec les évocations de titres tel "procureur royal" et du palais des Tuileries, ces détails sont les seules allusions à la situation politique de la France à l'époque où Giono situe l'action du roman.
- Louis XVI — Voir "Jeanne d'Arc".
- Mandrin — Brigand célèbre. Roué vif à Valence en 1755. A inspiré la célèbre « complainte de Mandrin », chantée notamment par Yves Montand. Sazerat possède sur lui une documentation iconographique.
- Nerval (Gérard de) — Écrivain français, auteur de Sylvie, souvenirs du Valois (1854). Narrateur 1 aperçoit le jeune V., descendant de M. V., en train de lire Sylvie.
- Prim (Maréchal) — Homme politique et militaire espagnol, de tendance libérale (1814-1870). Connu au village par les Veillées des chaumières apportées par le colporteur.
- Trézel — Général français. Langlois a servi sous ses ordres en Algérie.
- Verne (Jules) — Écrivain français, auteur notamment de Michel Strogoff. Impressionné par la fantastique vivacité d'Urbain Timothée, le narrateur le décrit toujours "prêt à un nouveau départ à la Jules Verne".
- Zoulous — Peuple d'Afrique du Sud. Les Zoulous sont évoqués par Langlois qui ne parvient pas à s'expliquer les mobiles du tueur inconnu : "Si on était chez les Zoulous, je dirais que c'est pour les manger".

#### Thèmes
- Arbre — Comme dans l'ensemble de l'œuvre de Giono, l'arbre occupe une place de choix dans la thématique de Un Roi sans divertissement.

Le hêtre de la scierie, notamment, joue le rôle d'un véritable personnage. Présenté dès la première page du roman comme un arbre d'une beauté sans égale, il est personnifié et assimilé à un être conscient et surnaturel, un véritable dieu : "c'est l'Apollon-citharède des hêtres"..."Il est hors de doute qu'il se connaît et qu'il se juge". Cette assimilation se poursuit quand le narrateur le décrit en 1844, année où il est particulièrement beau: l'arbre a "mille bras entrelacés de serpents verts", "cent mille mains de feuillages d'or", "il dansait comme savent danser les êtres surnaturels". Cette année-là, il est habité d'une vie exubérante : oiseaux de toutes sortes, papillons et insectes, dansent dans sa ramure et autour de lui une folle sarabande. La source secrète de toute cette vie, ce sont bien sûr les cadavres que M. V. a déposés au creux d'une énorme branche (creux qui évoque un nid), et qui finissent d'y pourrir tranquillement, nourrissant oiseaux et insectes. L'alliance de la vie et de la mort, source de beauté, est ainsi révélée par cet arbre exceptionnel.
La personnification n'est pas réservée au hêtre. Elle s'étend, dans la même page, aux forêts qui, "assises sur les gradins des montagnes, finissaient par le regarder en silence". Mais surtout, dans la page magnifique où Giono décrit la forêt à l'automne, le commencement de cette saison est décrit comme une extraordinaire fête que se donnent les arbres, en revêtant de luxuriantes parures, qui sont des uniformes, des costumes de courtisans, de riches vêtements ecclésiastiques; c'est d'ailleurs l'image d'une cérémonie religieuse qui finalement l'emporte, cérémonie sanglante d'une beauté inquiétante, proposant une véritable initiation à valeur religieuse : "tels sont les sujets de méditation proposées par les fresques du monastère des montagnes". On retrouve ici, dans une tonalité sans doute moins rassurante, la vision panthéiste qu'exprimaient, avant 1940, les romans et les essais de Giono.
- Beauté — Voir "Divertissement".
- Cérémonie et rituel — Motifs récurrents, les cérémonies et les rituels qui les accompagnent sont une voie d'accès majeure à la signification du roman.

Aucun homme ne peut se passer de cérémonies. Les vieillards narrateurs en témoignent : "nous-mêmes nous aimons beaucoup les cérémonies. Et nous avons tout un cérémonial qu'il ne faut pas s'aviser d'ignorer ou de négliger dans les occasions où notre vie le réclame." Et ils comprennent très bien que "pour ces travaux mystérieux qu'on fait dans les régions qui avoisinent les tristesses et la mort" il faille "un cérémonial encore plus exigeant" que celui qu'exige un baptême ou un mariage. Langlois organise la chasse au loup comme une magnifique cérémonie, selon un cérémonial très précisément réglé. Le même goût de la cérémonie se retrouve chez Mme Tim, experte organisatrice de fêtes. À ce titre, la cérémonie embellit et ennoblit le quotidien.
De façon plus profonde, plus mystérieuse et plus inquiétante, la cérémonie et le rituel jouent un rôle essentiel dans l'initiation (voir cet article) de Langlois par M. V. Les meurtres successifs perpétrés par M. V. peuvent être compris comme la répétition d'un rituel. Si M. V. cache ses victimes dans le hêtre, c'est peut-être pour mieux les dissimuler, mais c'est sans doute surtout pour accomplir et renouveler un rituel d'offrande au dieu-arbre. On peut aussi y voir la préfiguration de l'ostensoir, forme ronde contenant une victime.
- Cruauté — Profondément inscrite dans la Nature et dans la nature humaine. On la lit dans le paysage des crêtes du Ferrand : "Horizons entièrement fermés de roches acérées, aiguilles de Lus, canines, molaires, incisives, dents de chiens, de lions, de tigres et de poissons carnassiers". On la retrouve dans le spectacle de la forêt à l'automne : "Chaque soir, désormais, les murailles du ciel sont peintes avec ces enduits qui facilitent l'acceptation de la cruauté et délivrent les sacrificateurs de tout remords", tandis que s'aligne "la procession des érables ensanglantés comme des bouchers". Elle s'incarne dans la figure du loup qui, autant que pour se nourrir, tue pour le plaisir de tuer et de voir couler le sang. C'est consciemment, sans aucun doute, que M. V. imite le comportement du loup dans sa façon d'attaquer et d'emporter ses victimes, franchissant la frontière qui sépare d'habitude l'homme civilisé du fauve, mais affirmant aussi et revendiquant la présence du fauve dans l'homme apparemment civilisé : homo homini lupus dirait Plaute. Cruauté à laquelle s'adonnent avec une délectation plus ou moins consciente les hommes ordinaires, individuellement, à l'instar d'Anselmie décapitant son oie, ou en meute, dans l'épisode de la chasse au loup, mais aussi dans la traque (simplement suggérée) de la biche aux abois qu'est devenue la veuve de M. V. (mais aussi celle de Frédéric à la poursuite de M. V.), victime innocente des meurtres de son mari.
- Divertissement  — Inscrit dans le titre et dans la dernière phrase du roman, le mot "divertissement" renvoie à un thème majeur du roman.

On le sait, la phrase sur laquelle se clôt le roman et dont le début a fourni le titre est empruntée par Giono aux Pensées de Pascal : " (&)un roi sans divertissement est un homme plein de misères." (fragment 142 de l'édition Brunschvicg). Dans les Pensées, le mot "divertissement" est à prendre dans son sens étymologique : "divertir" (au sens du verbe latin divertere), c'est "détourner de", "distraire de". Le mal dont nous détourne et nous distrait le divertissement, c'est l'ennui. Pascal écrit : "Rien n'est si insupportable à l'homme que d'être dans un plein repos, sans passions, sans affaire, sans divertissement, sans application. Il sent alors son néant, son abandon, son insuffisance, sa dépendance, son impuissance, son vide. Incontinent il sortira du fond de son âme l'ennui, la noirceur, la tristesse, le chagrin, le dépit, le désespoir." (édition Brunschvicg, fragment 131). L'ennui nous laisse seuls face à la misère de notre existence terrestre. Fuir l'ennui dans le divertissement, c'est refuser d'affronter la vérité de notre condition — prise de conscience pourtant nécessaire si nous voulons travailler dès cette vie à gagner notre salut.
Comme Pascal, comme Baudelaire aussi qui, dans les Fleurs du Mal, décrit l'Ennui comme le plus grand et le père de tous les vices, Giono considère l'ennui comme "la plus grande malédiction de l'Univers" (Rencontres avec Marguerite Taos et Jean Amrouche, 1953).
Le mot "divertissement" apparaît pour la première fois dans le roman dans la bouche de Langlois, à propos de M. V. Langlois suggère au curé que le spectacle du cérémonial de la messe de minuit a pu offrir à M. V. un divertissement (le mot est en italiques dans le texte) suffisamment fort pour le détourner de la tentation d'un autre divertissement, celui du meurtre, du moins pour cette nuit-là. Presque d'emblée, Langlois a donc pressenti la nature du besoin qui pousse l'inconnu à tuer.
Nul être humain n'échappe au besoin et à la tentation du divertissement, y compris le divertissement de la cruauté, y compris le divertissement du meurtre. Tandis que, pour le curé, le tueur inconnu ne peut être qu'un monstre, Langlois, plus perspicace, répond : "Ce n'est peut-être pas un monstre", ce qui revient à dire qu'on peut lui appliquer la définition que Saucisse proposera de Langlois lui-même : "c'était un homme comme les autres!".
Pour tenir l'ennui à distance, tous les moyens sont bons, mais il est une hiérarchie des divertissements.
Les tâches quotidiennes, rythmées par le retour des saisons, fournissent aux villageois un divertissement généralement suffisant : "nous avons, nous aussi, pas mal de choses à faire ", disent les vieillards-narrateurs; cela leur vaut d'ailleurs les sarcasmes de Saucisse, qui leur reproche de ne se rendre compte de rien : "Vous autres, vous avez rentré le foin, mais maintenant c'est les pommes de terre". M. V. leur aura tout de même procuré un divertissement au goût beaucoup plus âpre et sauvage : celui de la terreur, "une terreur de troupeau de moutons". Langlois lui-même, tant qu'il reste absorbé par sa traque de M. V., n'a guère le temps de s'ennuyer. Ce n'est qu'après la mort de M. V. et une fois libéré des obligations du service que la menace de l'ennui se fait pour lui pressante.
À un degré plus élevé se place le divertissement de la fête. Presque tous les personnages du roman (exceptons la "brodeuse" et peut-être Delphine — en somme, les épouses) savourent, à un moment où à un autre, les charmes délicieux de la fête. Le temps de la fête, d'autant plus intensément vécu qu'il est bref, le cérémonial qui l'accompagne toujours, cela rompt la grisaille monotone du défilé des jours. Presque toutes les scènes fortes et décisives du roman sont des scènes de fête : messe de minuit, poursuite de M. V. par Frédéric II, chasse au loup (on se souvient que pour Pascal, la chasse constitue pour les Grands le divertissement le plus fort), fête à Saint-Baudille. La soirée au restaurant de Grenoble peut aussi être considérée comme une fête offerte par Langlois à Saucisse.
Un divertissement de choix est procuré par le spectacle et la jouissance de la Beauté. Beauté de la nature d'abord, dont la splendeur est offerte à tous. Le hêtre de la scierie (M. V. ne résiste pas à la tentation de venir le contempler dans sa gloire estivale), le commencement de l'automne dans la forêt (véritable cérémonial de fête dont la Nature elle-même est l'ordonnatrice), la falaise du fond de Chalamont, le spectacle du "vaste monde" qui se déploie pour M. V. et pour Frédéric II du sommet de l'Archat, les délectables échappées qu'on découvre des terrasses de Saint-Baudille, sont de puissants divertissements pour l'âme humaine, toujours éprise de beauté. Beauté aussi des créations humaines : beauté de la voûte ("on n'inventera jamais rien de plus génial que la voûte"); beauté de cet antique cadran d'horloge qui ravit l'âme de Frédéric II; beauté des habits de fête dans l'épisode si théâtral et si musical de la chasse au loup...
On s'étonnera peut-être que, parmi les diverses formes du divertissement, celui de l'amour ne joue à peu près aucun rôle. Certes, il y a l'amitié amoureuse de Saucisse pour Langlois. Mais pour celui-ci, pas plus apparemment que pour M. V., l'expérience amoureuse ne compte comme divertissement qui vaille : peut-être parce que la routine conjugale, auprès d'une "brodeuse", tue le divertissement : d'où l'échec patent de l'expérience "Delphine"& Pourtant elle n'est pas une brodeuse loin de là.
Dernière forme de divertissement — la plus étrange, la plus puissante et la plus dangereuse —, cet état singulier de "distraction", en forme de fascination hypnotique, qui s'empare de quelques personnages. Bergues, le braconnier, semble s'y être abandonné alors qu'il poursuivait le tueur inconnu : "...il se mit à dire des choses bizarres; et, par exemple, que "le sang sur la neige, très propre, rouge et blanc, c'était très beau" ". Et le Narrateur de commenter : "Je pense à Perceval hypnotisé, endormi". Cet "endormissement"  comme sous hypnose se retrouve plusieurs fois dans le roman : c'est celui du loup contemplant sur la neige le sang du chien ("il a l'air aussi endormi que nous", commente le narrateur); celui de Langlois s'abîmant dans la contemplation du portrait de M. V., puis émergeant de son fauteuil "les yeux gonflés de quelqu'un qui vient de se réveiller"; et, bien sûr celui du même Langlois dans la scène chez Anselmie : "Il était toujours au même endroit. Planté. Il regardait à ses pieds le sang de l'oie". Il faut aussi rapprocher de ces scènes celle où M. V. reste sous le hêtre, sans souci de l'orage, dans un état d'abandon heureux, "dans une sorte de contentement manifeste". Moments d'intense contemplation, moments d'extase où semblent se révéler au contemplateur — homme ou loup — la vérité du monde, de la vie, et de sa propre existence.
- Événements historiques — Les références aux événements historiques contemporains de l'action sont très rares. Seules interviennent quelques allusions à des épisodes de la conquête de l'Algérie, simple occasion pour Saucisse de faire valoir la détermination et le courage de Langlois en des circonstances périlleuses. La seule allusion au régime politique de la monarchie de Juillet, sous lequel a lieu l'essentiel de l'action, est la présence d'un buste de Louis-Philippe dans la salle de la mairie de Chichilianne, buste désigné par Langlois à Frédéric II avec une désinvolture qui en dit long sur son dédain (que partage sans doute Giono) pour les puissants du jour. Plus frappante encore est l'absence de toute allusion à la Révolution de 1848, qui débute en février, peu de temps avant le voyage de Langlois et de Saucisse à Grenoble. Dans cette ville, personne ne semble se soucier ni même être au courant de l'agitation parisienne. Histoire rime à peu près avec transitoire; or, ce que le romancier veut mettre en lumière, c'est la permanence et la répétition à travers le temps d'expériences sur lesquelles l'Histoire n'a pas de prise (Voir : "Permanence"). Même laconisme pour les Aztèques et Christophe Colomb.
- Frontières (entre les éléments, entre les règnes) —  Elles sont constamment transgressées, effacées, par le jeu des métaphores, des comparaisons, des personnifications, qui jettent des ponts, concluent des alliances, posent des équivalences et des identités entre les éléments (terre, eau, air, feu) et les règnes (minéral, végétal, animal, humain, divin). La présentation du hêtre, dès la première page, inaugure cette circulation incessante : sa nature est triple, à la fois végétale, humaine et divine. On retrouve ce mélange des règnes dans la description des montagnes et de la forêt à l'automne, et dans bien d'autres passages. Le personnage de M. V. incarne ce rêve d'abolir les frontières entre les règnes : il est l'homme-loup, l'homme-animal. Mais c'est aussi un dieu : quand il l'aperçoit sous le hêtre, parfaitement tranquille dans le déchaînement de l'orage, Frédéric II voit en lui un homme dénaturé : c'est qu'il semble ignorer la peur; donc c'est un dieu& Quand plus tard il le poursuit sur les pentes de l'Archat, Frédéric II connaît l'ivresse de se sentir tour à tour renard, oiseau, esprit, et ce n'est pas sans peine qu'il se dépouillera "d'une peau de renard qui était presque une peau de loup". Langlois connaît la même tentation, mais il y résiste. En tuant M. V., puis en tuant le loup, puis en se tuant, il réaffirme la nécessité de frontières qu'un homme ne doit pas franchir, sous peine de se perdre. Ainsi s'explique le choix du suicide, ultime barrière dressée contre la tentation de devenir loup à son tour, mais aussi moyen de rejoindre enfin l'unité perdue : "c'était la tête de Langlois qui prenait, enfin, les dimensions de l'univers". Mais ce choix tragique, pas plus que le meurtre de M. V., puis du loup, n'est une véritable solution; ce n'est que la sanction d'un échec. La résolution des antagonismes et l'abolition des frontières ne sont permises à l'homme que dans l'expérience poétique. Langlois n'est pas le vrai héros du roman : ce héros, c'est le prince des métaphores, le narrateur, figure idéale de l'écrivain.
- Initiation — Un roi sans divertissement peut se lire comme le récit d'une — ou plutôt de plusieurs expériences initiatiques. Le lecteur est convié à participer à ces initiations, donc à s'initier lui-même en apprenant à voir et à comprendre ce qui se cache sous les apparences ou ce qu'elles révèlent. La présence, dans les premières pages du roman, d'évocations à forte connotation religieuse, l'y prépare. Ainsi le hêtre de la scierie est assimilé avec insistance à une divinité : il évoque d'abord au narrateur la figure d'Apollon citharède, puis il est décrit plutôt comme une divinité du panthéon hindou (Shiva). De même, les connotations religieuses abondent dans la page sur la forêt au début de l'automne : nous sommes invités à reconnaître dans "les fresques du monastère des montagnes" les vérités qu'elles proclament, et à les méditer.

On doit considérer M. V. comme l'initiateur de Langlois à des vérités dont il ne prendra une pleine conscience qu'à la fin du récit. Dans la première partie, le travail d'investigation policière auquel se livre Langlois lui permet de franchir (sans qu'il en ait peut-être une claire conscience) les premières étapes de son parcours initiatique. Méditant sur les mobiles du tueur inconnu, il prend d'abord conscience que celui-ci n'est "peut-être pas un monstre", c'est-à-dire qu'il est un homme comme lui, et en qui il peut se reconnaître, de qui il peut apprendre quelque chose d'essentiel. Il découvre aussi le mobile profond de l'inconnu — la quête du divertissement —, mobile lié à une soif de beauté, qui trouve à s'apaiser momentanément dans le spectacle de la cérémonie de la messe de minuit. Cela suffit pour que Langlois réserve à M. V. une exécution "sommaire" qui peut se comprendre comme un geste de respect : il lui évite ainsi les suites infamantes et dégradantes de l'arrestation, de la prison, du procès, de la condamnation à mort. Il lui permet, en somme de partir "en beauté", en gardant son mystère.
Mais à ce stade, Langlois n'a fait qu'effleurer ce mystère et son initiation doit se poursuivre. Là est la vraie raison de son retour à la montagne, sur la double piste du mystère de M. V. et de celui de la Nature. Aux témoins de ce retour, il apparaît transfiguré. Tous sont frappés par sa réserve silencieuse, par son austérité monacale : "Il était comme ces moines qui sont obligés de faire effort pour s'arracher d'où ils sont et venir où vous êtes". Dès lors, le récit est ponctué par les étapes de l'initiation délibérément poursuivie par le héros. Il s'agit pour lui, dans une quête "pascalienne", de peser la valeur et la puissance des formes du divertissement (chasse, fêtes, mariage, meurtre). Cette quête s'effectue dans un climat de cérémonial religieux (la chasse au loup), de contemplation méditative et extatique : chez la "brodeuse", il s'abîme dans la contemplation silencieuse et prolongée du portrait de M. V., véritable "icône" . La scène est d'ailleurs chargée de connotations religieuses : dans cette salle d'un ancien couvent, des objets précieux évoquant des ornements sacrés brillent d'un faible éclat dans une obscurité de sanctuaire. Rituel de communion, puisqu'il s'agit pour Langlois, comme il le dit à Saucisse et à Mme Tim, de "se mettre dans la peau" : dans la peau de qui, sinon de M. V. ? En tout cas, il a été bouleversé par cette visite, comme en témoigne l'inquiétude de ses amis, qui craignent alors de le "perdre". Le comble de l'extase contemplative et le dernier stade de l'initiation sont atteints (comme chez le Perceval de Chrétien de Troyes) dans l'épisode du sang de l'oie sur la neige. Notons à cette occasion l'importance de la répétition de gestes à valeur rituelle : l'exécution du loup répète celle de M. V., le face-à-face avec le portrait prolonge l'entrevue dans la maison de Chichilianne, la contemplation du sang de l'oie sacrifiée renouvelle des scènes analogues, elles-mêmes répétées, mais auxquelles Langlois n'a pas assisté. Dans cette scène capitale s'achève le rituel d'initiation, devenu un rituel de possession.
La fonction d'initiateur dévolue à M. V. apparaît aussi quand il est poursuivi, d'abord par Bergues, puis par Frédéric II. Bergues rentre bredouille mais profondément troublé par la beauté du sang sur la neige, et donc, lui aussi, momentanément "devenu M. V.". Poursuivi par Frédéric II, M. V. ne s'enfuit pas, il s'éloigne tranquillement, laissant à son poursuivant la possibilité de ne jamais le perdre, et sachant peut-être très bien qu'il est suivi. Entraîné dans cette poursuite, Frédéric II accède à une expérience de lui-même et du monde absolument inconnue de lui. Ne pensant "qu'à mettre ses pas dans les pas" de l'inconnu, "il était devenu renard". " Tout gros qu'il était, il était devenu silencieux et aérien, il se déplaçait comme un oiseau ou comme un esprit. Il allait de taillis en taillis sans laisser de traces. (Avec son sens primitif du monde, il dira :"Sans toucher terre.") Entièrement différent du Frédéric II de la dynastie de la scierie; plus du tout sur la terre où il faut scier du bois pour gagner de quoi nourrir Frédéric III; dans un nouveau monde lui aussi; où il fallait avoir des qualités aventurières. Heureux d'une nouvelle manière extraordinaire! ". Ayant ainsi pénétré, à la suite de M. V. dans un monde sauvage dont nous portons en nous le souvenir obscurci et la nostalgie, Frédéric, approchant de Chichilianne, restera "souffle coupé, un long moment à attendre que revienne l'accord avec le toit et la fumée".
- Loup — Figure centrale du roman. Dès le début, le narrateur trouve dans la bibliothèque de Sazerat une importante iconographie sur le loup-garou (homme devenu ou redevenu loup). Le comportement de M. V. évoque celui d'un loup : l'hiver le fait sortir de son repaire; il s'attaque à des proies isolées qu'il emporte; il semble mû par une cruauté "gratuite" et par le goût du sang. La disparition de Bergues déclenche au village "une terreur de troupeau de moutons". Après la mort de M. V. c'est avec le titre de commandant de louveterie que Langlois reparaît au village. le retour de l'hiver, particulièrement glacial, fait sortir les loups du bois. Langlois en abat quelques-uns, mais voici que s'en manifeste un, tout à fait exceptionnel. Son comportement fait penser à celui de M. V. : même habileté diabolique et même "prodigieuse confiance en soi"; même exercice gratuit de la cruauté : "Treize brebis étaient éventrées, semblait-il, pour le plaisir de s'agacer les dents dans la laine". D'emblée le vieillard-narrateur le personnifie : "c'était certainement un monsieur dont il fallait éviter les brisées au coin d'un bois". Son imagination le transfigure en un être mythique, une sorte de dragon : "ça ne devait plus être un loup. Savez-vous comment je me l'imaginais ? ça n'a pas de sens commun. Je me l'imaginais comme une énorme oreille à vif, où toute notre musique tournait en venin, et ce venin elle ne le versait pas dans un loup. Ah! mais non, j'imaginais que cette oreille était comme un entonnoir embouché dans les queues d'un paquet de mille vipères grosses comme le bras, et que c'est dans ces vipères que le venin était bourré comme le sang dans un boudin". Le vieillard-narrateur pressent aussi que le loup, pas plus que M. V. avant lui, ne songe à tenter d'échapper à son destin : "Est-ce que, par hasard, le Monsieur n'attendrait pas tout simplement la mort que nous lui apportons sur un plateau ?". L'exécution du loup par Langlois est la répétition de celle de M. V. : "Ainsi donc, tout ça, pour en arriver encore une fois à ces deux coups de pistolet tirés à la diable, après un petit conciliabule muet entre l'expéditeur et l'encaisseur de mort subite !". Mais cette fois, comme Saucisse s'en aperçoit, Langlois regrette d'avoir dû en venir là : "Il se rendait bien compte que ça n'était pas une solution". Tuer M. V., tuer le loup, c'est peut-être tuer une part de lui-même. Son tour est venu en effet de découvrir la part de loup qu'il porte en lui. Et c'est à  nouveau Saucisse qui s'en rend compte. À Saint-Baudille, lors de la fête que Mme Tim a préparée pour lui, dans l'espoir de l'apprivoiser, Saucisse imagine les pensées secrètes de son ami : "C'est pourquoi, à pattes pelues, avec les belles ondulations de reins qui rampent et les sauts dans lesquels je me déclenche comme un long oiseau gris, je vous souris, Mme Tim, d'un sourire où sont peints tous les charmes de cette belle journée, depuis les lointaines montagnes de perles sur tapis de blés roses jusqu'à ces faux espaces libres en lin gris que vous avez eu l'intelligence de faire serpenter autour de la chambre où l'on a déposé mon petit bagage de loup".
- Permanence — Le roman met en lumière des traits permanents, aussi bien dans la Nature que dans les affaires humaines. Autour du village, le paysage naturel n'a pas changé. L'automne déploie ses fresques ensanglantées aujourd'hui comme il y a un siècle. Le hêtre de la scierie est toujours debout, aussi beau en 1946 qu'en 1843. La venue de l'hiver efface toujours les contours du paysage sous la neige, faisant renaître les inquiétudes ancestrales ("dehors, dans des temps qui ne sont pas modernes mais éternels, rôdent les menaces éternelles"), et les lecteurs du roman auraient intérêt à se rappeler que "la vie ne manque pas d'assassins à foulards, de découpeurs de hiéroglyphes de sang, d'hivers 1843". Permanence aussi du côté des communautés humaines : le village est à peu près inchangé depuis 1843; le Cercle des travailleurs, fondé vers 1845, y fonctionne toujours; la bâtisse de l'auberge se dresse toujours sur le col, ornée d'une réclame pour Texaco, seule concession apparente à la modernité. L'un ou l'autre des descendants des villageois de 1843 possède une maison, une grange, héritée de ses ancêtres. Permanence de la voûte, simple extrapolation architecturale de la caverne préhistorique : "on n'a jamais rien inventé, (...) on n'inventera jamais rien de plus génial que la voûte". Permanence de l'humain dans l'humain, mise en valeur par la place accordée par Giono aux dynasties villageoises. Frédéric II survit dans son petit-fils Frédéric IV, actuel propriétaire de la scierie, et qui conserve chez lui le portrait de son aïeul, comme Honorius conserve les photos d'Anselmie et de Callas Delphin-Jules dans leur maison dont il a hérité par sa femme. La femme de Raoul, descendante de Marie Chazottes, permet de se faire une idée de l'aspect physique de la première victime de M. V. Et Ravanel devait ressembler au Ravanel qui conduit les camions en 1946. Quant à l'histoire tragique des deux protagonistes du roman, M. V. et Langlois, elle met en lumière la permanence en l'homme de tentations incontournables et puissantes. C'est sans doute pour ne pas succomber à l'une d'elles et pour en satisfaire une autre que Langlois se suicide.
- Sang — Motif récurrent et associé à des épisodes-clés, le sang attire et fascine. Voir couler le sang constitue sans doute le mobile essentiel de M. V. Il entaille "de partout" le cochon de Ravanel, "de plus de cent entailles", "faites avec plaisir". Quand Ravanel frotte la bête avec de la neige pour la nettoyer, "on voyait le suintement du sang réapparaître et dessiner comme les lettres d'un langage barbare, inconnu". Si M. V. choisit Callas Delphin-Jules, c'est que "Delphin était construit en chair rouge, en bonne viande bourrée de sang".

Le sang rouge qui coule d'une blessure fraîche offre un spectacle d'une rare beauté. C'est la plus belle de toutes les couleurs. Dans la forêt à l'automne, "l'ouest, badigeonné de pourpre, saigne sur des rochers qui sont incontestablement bien plus beaux sanglants que ce qu'ils étaient d'ordinaire rose satiné ou du plus bel azur commun dont les peignaient les soirs d'été". Mais c'est quand vient la neige que, se détachant sur sa blancheur, en un alliage de couleurs pures, le sang est le plus beau. Cette association émouvante apparaît dès le début du récit quand le narrateur évoque l'ombre des fenêtres: "le papillonnement de la neige qui tombe l'éclaircit et la rend d'un rose sang frais". Quand Ravanel blesse M. V. d'un coup de fusil, Bergues le suit à la trace de son sang sur la neige : "C'était du sang en gouttes, très frais, pur, sur la neige". Et Bergues est fasciné par "ces belles traces de sang frais sur la neige vierge". Fasciné au point d'en reparler le soir, dans l'égarement de l'ivresse : "le sang, le sang sur la neige, très propre, rouge et blanc, c'était très beau". Le même motif reparaît dans l'épisode de la mort du même Bergues. À l'endroit où il a été tué, Langlois retrouve "une grande plaque de neige agglomérée avec du sang". Plus loin, lorsque les chasseurs cernent le loup, qui vient d'égorger le chien de Curnier, au pied de la falaise du fond de Chalamont, "la neige est pleine de sang". Sur un mode indirect et mineur, l'association du rouge et du blanc, mais aussi du chaud et du froid, reparaît à propos de Mme Tim, qui, jeune fille, a été pensionnaire d'un couvent situé "près d'un volcan et d'un glacier". Tous ces moments nous préparent à la scène qui vient à la fin du roman, quand Langlois descend chez Anselmie et lui demande de sacrifier pour lui une de ses oies. "Il l'a regardée saigner dans la neige". Puis il reste longuement immobile dans la contemplation de ce sang sur la neige. De tels moment ont valeur d'initiation à une vérité essentielle. Dès le début du récit, quand Bergues "délire" à propos de la beauté du sang sur la neige, le narrateur évoque la scène célèbre du Conte du Graal de Chrétien de Troyes, où Perceval reste en extase devant le spectacle sur la neige du sang d'oies sauvages blessées. Réminiscence de son amour passif, chaste et contemplatif pour Blanchefleur. Chez Giono, la même extase ouvre sur d'autre vérités : celle de l'alliance profonde et sacrée de la vie et de la mort — alliance manifestée aussi par le motif du hêtre —, celle aussi de la cruauté fondamentale et nécessaire du monde : les enduits sanglants des fresques du "monastère des montagnes" que sont les forêts à l'automne "facilitent l'acceptation de la cruauté et délivrent les sacrificateurs de tout remords". Alors se dévoile "un autre système de références" : " (...) les couteaux d'obsidienne des prêtres de Quetzacoatl s'enfoncent logiquement dans des cœurs choisis. Nous en sommes avertis par la beauté." Mais ce contraste rouge-blanc se retrouve aussi dans la messe par le vin et l'hostie comme dans les flacons de vin pourpre sur le blanc de la table du banquet à St-Baudille.

#### Moyens de la mise en œuvre artistique
- Focalisation — Le terme de "focalisation" renvoie au choix d'un point de vue qui détermine, dans un texte narratif, la teneur des descriptions et des récits concernant les lieux, les objets, les événements, les personnages et êtres animés. Pour s'en tenir aux personnages, on distingue habituellement trois types de focalisation :

- la focalisation externe : on ne sait d'un personnage que ce qu'il laisse voir de lui, que ce qu'il dit, que ce que d'autres personnages disent de lui. On n'entre jamais dans la conscience du personnage. Il existe des romans tout entiers conçus selon le principe de la focalisation externe (Des Souris et des hommes, de John Steinbeck, par exemple).
Dans Un Roi sans divertissement, la focalisation externe ne devrait pas exister en principe, puisque tout est raconté par des narrateurs successifs, dont la subjectivité vient colorer la narration (focalisation interne). On peut parler cependant de focalisation externe pour tous les personnages qui sont vus par les autres sans jamais prendre à leur tour la position de narrateurs, sans qu'on entre jamais dans leur conscience. Ces personnages sont M. V., Langlois, le Procureur royal, la Brodeuse, Mme Tim, Delphine. Sauf peut-être Mme Tim, que son intimité avec Saucisse rapproche de nous, ces personnages — les deux premiers surtout — ont un "coefficient" de mystère élevé. Leur personnalité, l'histoire de leur vie, ce qu'ils pensent, ce qu'ils ressentent, ce qu'ils font, tout cela pose nombre de questions non clairement résolues par le récit. En fait, tout se passe comme si le romancier faisait appel à la sagacité de son lecteur pour tenter de les résoudre à partir des données délibérément fragmentaires et d'interprétation plus d'une fois équivoque disséminées dans son récit. Le lecteur est ainsi appelé à prolonger le travail de réflexion et d'interprétation auquel se livrent les narrateurs.
- la focalisation interne : ce qui est décrit et raconté l'est à travers la conscience privilégiée d'un narrateur qui parle à la première personne (du singulier en général, du pluriel parfois). Il existe des romans tout entiers conçus selon ce principe (La Symphonie pastorale d'André Gide, par exemple).
Dans Un Roi sans divertissement, la focalisation interne est utilisée quand un narrateur prend la parole (Premier Narrateur, Frédéric II, groupe des vieillards —en particulier le narrateur anonyme de la chasse au loup —, Saucisse). La narration est alors plus ou moins fortement colorée par les pensées, impressions, émotions du narrateur.
- la focalisation zéro : un narrateur omniscient, anonyme (narrateur qu'on est tenté de confondre avec l'auteur lui-même) adopte successivement les deux points de vue précédents. Il entre quand il le juge bon dans la conscience de tel ou tel personnage, nous dévoilant sa vie intérieure. Ce point de vue est celui de nombreux grands romans comme les romans de Stendhal ou de Flaubert, entre autres.
Dans Un Roi sans divertissement, à condition d'admettre que le Premier Narrateur ne se confond pas avec Jean Giono lui-même mais qu'il est un personnage du roman à part entière, la focalisation zéro n'est pas utilisée. Cependant, les récits des autres personnages (Frédéric II, vieillards, Saucisse) étant rapportés par le Premier Narrateur, il est évident qu'il ne les rapporte pas dans leur forme initiale, mais qu'il les transforme et les « réécrit », en fonction d'exigences de beauté et de vérité; démarche très différente de ce qu'on désigne par "focalisation zéro". À la fin du roman, reprenant la parole pour raconter les dernières heures de Langlois, le Premier Narrateur a soin de donner un caractère hypothétique à son récit, respectant ainsi jusqu'au bout le choix de la focalisation externe pour ce personnage central : "Eh bien! voilà ce qu'il dut faire."
Le problème du choix d'un type de focalisation est compliqué par le fait qu'on a affaire à une succession de récits emboîtés : le Premier Narrateur raconte (en le remaniant) le récit des vieillards qui eux-mêmes racontent les récits de Saucisse, de Frédéric II, d'Anselmie. On pourrait donc considérer aussi que le roman est entièrement en focalisation interne réduite à un seul point de vue, celui du Premier Narrateur, qui colore tous les autres points de vue.
- Lacunes — Un roi sans divertissement est un roman construit selon une structure délibérément elliptique et lacunaire. Pour le comprendre, il convient d'abord de se rappeler que l'histoire de M. V. et de Langlois nous est racontée par plusieurs narrateurs, transmettant une tradition entièrement orale, et parlant pour la plupart de nombreuses années après les événements. Par exemple, le récit de Saucisse a lieu "au moins vingt ans" après la mort de Langlois, alors qu'elle a près de quatre-vingts ans. Cinquante ans environ séparent son récit de celui des vieillards qui, outre leur propre récit, transmettent ceux de Saucisse, de Frédéric II, d'Anselmie. Enfin, le Premier Narrateur (qui est chronologiquement le dernier) parle une trentaine d'années après les vieillards. Tout concourt donc à conférer à l'ensemble un caractère lacunaire : l'éloignement dans le temps, la diversité des points de vue.

Les lacunes  des récits peuvent avoir trois origines :
- l'utilisation de l'ellipse, procédé qui consiste à exclure du récit des éléments qu'on aurait pu y inclure mais qu'on choisit d'écarter pour diverses raisons ;
- le non-dit, résultat de réticences ou d'arrière-pensées des locuteurs, ou simplement de leur pente au laconisme ;
- l'absence d'informations nécessaires à la compréhension du récit et des personnages.

L'ellipse est abondamment utilisée dans ce roman. Elle concerne notamment l'utilisation du temps. Des périodes, parfois longues de plusieurs mois, sont passées sous silence ou fortement condensées, soit parce qu'il ne s'y passe rien de vraiment intéressant, soit parce que tel narrateur manque d'informations sur cette période. Par exemple, on saute directement du 17 décembre 1843 à un jour (non précisé) du printemps 1844, puis de ce jour à un autre jour (non précisé) de l'été de la même année. Ellipse aussi de la période qui va du jour de février 1846 où Langlois tue M. V. et donne sa démission au jour de printemps où il revient au village. Période pourtant importante pour la compréhension du personnage  puisque c'est à ce moment qu'il décide de revenir au village. L'ellipse peut ici se justifier par le fait que les vieillards narrateurs, restés au village, sont restés sans nouvelles de lui. Rien non plus sur la période qui sépare le jour de la chasse au loup (au début de l'hiver 1846), du printemps de l'année suivante. La période d'environ six mois où Langlois et Delphine vivent ensemble au bongalove est résumée en moins de trois pages (ce qui suggère que, pour Langlois, il ne s'y passe pas grand-chose de palpitant !).
Le principal effet de ces ellipses temporelles est de concentrer l'intérêt sur un petit nombre d'épisodes significatifs qui, rapprochés les uns des autres, s'éclairent mutuellement d'une lumière plus vive. Mais elles contribuent aussi à nous dérober des informations qui auraient pu nous éclairer sur les motivations et l'évolution de tel personnage (Langlois surtout).
Le non-dit est plus difficile à cerner. On en a un premier exemple dans les réticences de Sazerat à évoquer l'histoire de M. V. Il est vrai que le narrateur ne le pousse guère à parler. Des conversations entre Saucisse et Langlois sur "la marche du monde", on ne saura finalement pas grand-chose. La plupart des dialogues ont d'ailleurs un caractère laconique prononcé. Saucisse, Mme Tim, le procureur royal s'entendent souvent à demi-mot avec Langlois qui, de son côté, n'aime guère s'étendre en longues explications, quand il consent à en donner. C'est ce qui a d'ailleurs frappé les vieillards à son retour : "Maintenant, il ne parlait presque pas". Le procureur royal parle encore moins. Ni lui, ni Mme Tim, la meilleure amie de Langlois après Saucisse, ne font partie des narrateurs, pas plus que Delphine. Autant d'éclairages utiles qui nous sont refusés.
L'absence d'informations laisse de nombreuses questions en suspens. M. V. reste un personnage particulièrement mystérieux. Qu'il soit bien l'assassin de Marie Chazottes, de Bergues, de Callas Delphin-Jules et de Dorothée ne semble faire guère de doute. Cependant on ne saura jamais comment il tue ni pourquoi. Après tout, est-on sûr qu'il soit l'assassin ? Peut-être est-il simplement un complice… Qui est-il ? Quel est son statut social ? Qui vit avec lui dans la maison de Chichilianne ? Pourquoi accepte-t-il l'exécution sommaire que lui inflige Langlois ? Aucune de ces questions ne trouve de réponse explicite dans le roman. Aucune confession, aucun interrogatoire de ses proches, aucun procès ne viendront préciser les responsabilités et les mobiles du personnage. La "brodeuse" réfugiée dans un village du Diois est probablement sa femme mais aucune confirmation de cette hypothèse très plausible ne nous est donnée.
Langlois n'est pas entouré d'un voile de mystère moins épais : que s'est-il passé au juste entre lui et M. V. dans la maison de celui-ci ? Pourquoi prend-il le risque d'exécuter M. V. sommairement ? Quelles ont été les conséquences pour lui de ce qui, après tout, est un assassinat ? A-t-il été protégé? Si oui, par qui et pourquoi? Pour quelles raisons choisit-il de revenir quelques mois après dans ce village de montagne? Pourquoi transformer une battue au loup (un loup particulièrement dangereux) en un cérémonial de fête, avec participation des dames? Que vient-il chercher au juste chez la "brodeuse"? Se marie-t-il avec Delphine, comme il en avait formé le projet? Quelle sorte de vie mène-t-il avec elle, avant cette visite à Anselmie, visite fort étrange? Quant à son suicide, il peut donner lieu à diverses explications, à jamais invérifiables.
Que peut-on connaître au juste d'un homme ? Pour tenter de répondre à cette question, Sartre, dans L'Idiot de la famille, mobilisait toutes les ressources des sciences humaines à propos de Flaubert. À la même question, le roman de Giono répond : pas grand-chose. Pas grand-chose de sûr en tout cas. Mais cette démonstration sceptique, loin d'être un inconvénient pour l'amateur de romans, rend pour lui l'œuvre bien plus passionnante que si elle nous livrait tous les tenants et les aboutissants. Giono compte manifestement sur une participation active de son lecteur, sur sa réflexion, sur son expérience de la vie, sur son imagination. À l'opposé de ces romans policiers classiques où la sagacité de l'habile détective dissipe à la fin tous les mystères, Un roi sans divertissement reste au contraire un roman ouvert sur l'insondable mystère de l'âme humaine.
- Métaphores, comparaisons, personnifications — Appliquées aux paysages et aux personnages, ces figures du discours visent  à nous faire accéder à une expérience poétique du monde qui en révèle l'unité masquée par les distinctions artificiellement plaquées sur elle par l'intelligence rationnelle. La nostalgie de l'unité perdue est à l'origine du destin tragique de Langlois. Voir dans "Index commenté / 3" l'article "Frontières (entre les éléments, les règnes)". Arbres et animaux deviennent humains, les humains eux sont souvent comparés à des animaux (loup, mouton, renard, oie ou perdrix).

## Adaptation
- En 1963, Giono produit un film d'après son roman, dont il signe lui-même l'adaptation. Un roi sans divertissement, qui reprend le même titre, est réalisé par François Leterrier et est interprété notamment par Claude Giraud, Colette Renard et Charles Vanel. La musique est signée Maurice Jarre et Jacques Brel.
- Entre le 24 février et le 6 mars 2020, France Culture diffuse dans sa rubrique "fictions/Le feuilleton", "Un roi sans divertissement", 10 podcasts radiophoniques.
- En août 2021 paraît aux éditions Futuropolis "Un roi sans divertissement : d'après l’œuvre de Jean Giono", un album de bande-dessinée signé par Jean Dufaux pour le récit et Jacques Terpant pour le dessin  (ISBN 9782754829717).